# 仮面ライダーガッチャード
『仮面ライダーガッチャード』（かめんライダーガッチャード、欧文表記：KAMEN RIDER GOTCHARD）は、2023年9月3日から2024年8月25日まで、テレビ朝日系列で毎週日曜9時 - 9時30分（JST）に全50話が放送された東映制作の特撮テレビドラマ、および作中に登場するヒーローの名称。
令和仮面ライダー5作目となる本作では、錬金術師がテーマとなる。
また、『仮面ライダーフォーゼ』以来となる学園生活を軸にしたドラマとなっている。

## あらすじ
錬金術によって生み出された101体の人工生命体ケミーはライドケミーカードに封印されていたが、何者かに奪い去られてしまう。
10年後、高校生の一ノ瀬宝太郎は、ホッパー1とスチームライナーに選ばれ、異世界で「生と死を司る、希望の鍵」であり、「暗黒の扉を開く鍵」であるガッチャードライバーを九堂風雅から授かるが、ドライバーを狙う冥黒の三姉妹の攻撃から宝太郎を庇ったことで風雅は消滅してしまう。
現実世界へと戻った宝太郎は仮面ライダーガッチャードへと変身し、ケミーを回収するために錬金アカデミーへと入学し、錬金術師になる修行を始める。

## 登場人物

### 主要人物
一ノ瀬 宝太郎（） / 仮面ライダーガッチャード
本作品の主人公。17歳の高校2年生→高校3年生。運動は得意だが勉強は苦手で、キッチンいちのせを手伝いつつ、自らも創作料理に励む。蓮華からは「お宝ちゃん」、鏡花からは「お気楽ボーイ」と呼ばれている。
どでかい夢である「ガッチャ」を探し求めている中で、ガッチャードライバーを風雅から託されたことで、仮面ライダーガッチャードを名乗るようになる。
進路調査票には未記入であったが、ケミーたちと出会い、彼らの心を理解して仲良くなるために錬金アカデミーに入学し、錬金術師を目指す。

九堂 りんね（） / 仮面ライダーマジェード
宝太郎とともに富良洲高校に通う17歳の高校生。蓮華からは「優等生ちゃん」と呼ばれている。
錬金術師の家系に生まれたことで、富良洲高校に通いながらもその裏で錬金アカデミーに腕を磨くために通っている。クールに一見見えるが、使命には情熱を燃やすタイプ。
偉大な錬金術師であった父親の風雅に対してはアカデミーが管理していたライドケミーカードを10年前に盗み出して姿をくらましたため、彼に対して複雑な思いを抱いている。
風雅から仮面ライダーマジェードへ変身する力を得るも、その力を使いこなせずにいたが、ケルベロスマルガムからアトロポスを護ろうとする思いがマジェードの力を再び与えた。かつてはルールや掟に縛られていたが、それ以降は自分の信念を持つことの重要さに気付き、精神的に成長する。

黒鋼 スパナ（） / ヴァルバラド / 仮面ライダーヴァルバラド
錬金アカデミーの卒業生であり、ケミー回収のために上部組織から派遣された超A級錬金術師。24歳。キザでクールな性格で、「笑えないジョークだ」が口癖。宝太郎とは真逆に、ケミーのことは道具として扱い、社会の秩序を乱す危険な存在というスタンスを持つ。
武装錬金術師であった両親を10年前にグリオンによって殺害され、冥黒の力に囚われたが、鏡花によってその記憶と力は抑え込まれていたものの、グリオンの策によって「黒い炎」が復活し、マッドウィールと融合してウィールマルガムとなる。ドレッドとなったミナトに追い詰められるが、鏡花と死の間際の両親から託された言葉を思い出したことで黒い炎を制御して仮面ライダーヴァルバラドへと変身する。
普段はホンダRebel 1100に搭乗している。
- 悪役が存在していなかったころは錆丸と蓮華が隊員のライバルチームのリーダーという設定で、宝太郎たちとライドケミーカードを取り合う展開であったが、第3、4話のラフプロットの段階で、スパナは宝太郎が成長するまで牽引してくれる兄貴分にしよう、ということで単独でも強いキャラクターということとなった。
- 宝太郎とは正反対の性格で、圧倒的な強者感というオーダーから、余裕がある雰囲気を出すために、縦ラインを意識してシルエットが一直線に見えるように手をポケットに入れるようにしており、普段はポケットに両手を入れているが、警戒している際にはポケットから指輪をしている右手を出している。歩き方も一直線に左右の足が並ぶモデルウォークとなっており、余裕がない状態では、歩き方をあえて崩して心理状態を表現している。

九堂 風雅（） / 仮面ライダーウインド
卓越した偉大な錬金術師であったりんねの父親。冥黒の三姉妹から、ケミーを守るために10年前からケミーカードとともに行方をくらましていたが、彼女たちに追い詰められたことで宝太郎にガッチャードライバーを託したが、宝太郎を庇って彼女たちの攻撃を受けて消滅する。
仮面ライダーウインドに変身してドラゴンマルガムに圧勝するも、グリオンの攻撃で消滅してしまうが、それは自身が錬金術で生成した義体であり、本人は傷ついた身体の回復に現在も努めている。

一ノ瀬 珠美（）
海外を冒険家として渡り歩く夫を信じて、女手ひとつで定食屋「キッチンいちのせ」を切り盛りする宝太郎の母親。

### 富良洲高校 / 錬金アカデミー
銀杏 蓮華（）
関西出身で、りんねと同じ錬金術クラスに通う錬金術師。関西弁を話す陽気な性格でたこ焼きの被り物を好むが、ケミーを宝太郎に売りつけようとするなど抜け目のない一面も持つ。裕福ではない家庭で育ち、母親を楽にさせてあげたいという思いから錬金術師になった。
- 前述のように当初はスパナがリーダーを務めるライバルチームの隊員であったが、キャラクターの再構築が行われ、長谷川の提案で差別化のためのキャラ付けも込めて関西弁を喋らせることとなった。
- 安倍は大阪出身のため、関西では言わないようなセリフは監督と相談して、言いやすいセリフに変更しているほか、関西弁のイントネーションに間違いがないように気を付けているという。監督の田﨑からは、喋り方や関西弁だけではなく、賑やかさを動きでも表現してと言われたため、ジェスチャーを意識して多くするなどして、天真爛漫に芝居をするようになったという。

鶴原 錆丸（） / 仮面ライダードレッド
りんねと同じ錬金術クラスに通う錬金術師。頭脳派だが極端な人嫌いであり、聞き取れないほどの小さい声で話すため、会話は「アイザック」と呼ばれる常に持ち歩いているタブレットに内蔵されたAIにフォローさせている。宝太郎と同様に本当はケミー好きである。
冥黒の三姉妹によってドレッドライバーの実験体にされたことで、仮面ライダードレッドとなるが、ユーフォーエックスの力を借りた宝太郎によって解放される。
- 当初はAIではなく、VTuberとしてのアバターを持っているという設定であったが、VTuberを作るのは大変であったことから、AIという形に落ち着いた。
- 台本には「超小声で」と書かれていたことから最初の撮影では富園の最も小さい声で喋ったが、監督からもっと小さい声にしてと言われ、これ以上小さな声は出ないと答えると、息でいいと言われたため、初登場時のインパクトを考えて息のみで喋っている。

加治木 涼（）
宝太郎のクラスメイトであり、オカルト専門誌『超常惑星』を愛読している。事件によく巻き込まれているが、記憶をそのたびに消されている。
- 当初加治木はおらず、複数の生徒を通じて都市伝説が語られるという流れであったが、プロデューサーの井上から宝太郎の友達を作ってほしいというオーダーがあったため、加治木がキャラクターとして生まれた。

ミナト / 仮面ライダードレッド
冴えない見た目の富良洲高校の歴史教師かつ宝太郎たちの担任教師であるが、その正体は錬金アカデミーの指導教員を務める錬金術師。「ミナト」が名字なのか、名前なのかは不明。
かつての恩師であるグリオンの配下となって錬金アカデミーの解体・廃校を宣言するが、それは生徒たちの身を案ずるがゆえの行動であり、旧友の鏡花に説得されたことで、暗黒の扉を開放しようとするグリオンを阻止せんと戦う宝太郎たちに合流する。
- プロデューサーの湊は『NARUTO -ナルト-』のはたけカカシをイメージしていたという。富良洲高校の教師の際には気だるそうに演じてアカデミーとの差を出しているが、監督から「あまり気だるそうだとヤル気がない先生に見える」と言われたことから、程よい塩梅を意識して「教師の仕事が好きであると分かる程度の気だるさ」で演じるようにしている。アカデミーの教師の際には、ピシッとしていて姿勢も常に正しくしている。

### 錬金連合
釘宮 リヒト（）
錬金連合から錬金アカデミーに派遣されてきた調査官。冥黒の三姉妹とつながるスパイの調査のために派遣されたが、宝太郎のケミーの扱い方やガッチャードとしての戦いを非難し、ドライバーを返還するように命じる。

枝見 鏡花（）
錬金連合の開発者で、スパナの師。スパナにりんねの監視とドレッドライバーの回収を命じていた。好物はパクチー。
両親を失ったスパナを10年前に引き取り、超A級錬金術師として育て上げた。

### ケミー
全部で101体が存在する錬金術によって生み出された人工生命体。ライドケミーカードに封印されていたが人間界に解放された。
- 無機物のような機関車やスケボーという案もあったが、手足が生えたり目があるなど、キャラ化されたものの方が魅力的だろうということとなり、そのイラストからのフィードバックで錬金術で生まれたホムンクルスである「ケミー」という設定に落ち着いた[2][8]。

ホッパー1
バッタ形のインセクト属性ケミーで、宝太郎を見出した。人懐っこく、常に実体化しては宝太郎にくっついている。
ギギストによってマルガム化され、宝太郎によって倒されるが、宝太郎の体内で覚醒したニジゴンによって復活する。
- 1/1スケールとフルCGをカットに応じて適宜使い分けて撮影されている。

スチームライナー
大型蒸気機関車形のビークル属性ケミーで、線路を自ら生成し、あらゆる空間を走破可能で、ウロボロス界と現実世界の往来が可能である。

ニジゴン
宝太郎の身体に宿っていた卵・タマゴンから生まれた101体目のケミーで、ホッパー1がギギストによってマルガム化し、宝太郎自らが倒したことで絶望の淵に追い込まれ、ギギストによって宝太郎がマルガム化されそうになった際にニジゴンとして覚醒する。
ギギストから分離した賢者の石の一部であり、彼の能力によって錬金術を習得していない宝太郎が変身できていたのである。

### 冥黒の三姉妹
錬金術を悪用する謎の錬金術師の集団。風雅が隠していたガッチャードライバーと101体のケミーを狙う。その正体は錬金術によって造り出されたホムンクルス。
- 当初はマルガムが、人の悪意にケミーが引き寄せられて合体するという設定のため、明確な悪の組織は考えられていなかったが、マッチポンプのような展開を止めたことで、敵が必要ということとなり、1年間を通して戦っていく幹部がいた方が分かりやすいということから、縦軸の要素として後から追加された[2][8]。『仮面ライダーセイバー』では男性3人、『仮面ライダーリバイス』では男性2人と女性1人であったことから、その差別化として女性3人ということとなった[8]。

グリオン / 仮面ライダードレッド / 仮面ライダーエルド
自らの野望を果たすために、冥黒の三姉妹を陰で操っていた闇の錬金術師の男。宝太郎たちに強力なマルガムを繰り出す。
かつては錬金アカデミーで教鞭を振るっていた高位な錬金術師だったが、10年前にクーデターを起こしたすべての元凶で、錬金連合の上層部を洗脳して、風雅を裏切り者に仕立てたほか、スパナの両親やミナトや鏡花の後輩である錫屋大輝を殺害する。自分の配下となったミナトや冥黒の三姉妹によってケミーの大半を奪い、禁断の錬金術によって「暗黒の扉」を開放しようとするが、プラチナガッチャードとなった宝太郎に倒されて消滅する。
冥黒の三姉妹を生み出しているが、グリオン自身も冥黒王によって創造された人形であった。

アトロポス / 仮面ライダードレッド
冥黒の三姉妹の長女で、リーダー格。強力な錬金術を用いる。

クロトー / 仮面ライダードレッド
冥黒の三姉妹の次女。好戦的な性格で、優れた格闘能力を持つ。

クロトーレビス
ギギストによって分け与えられた力で力と欲望を引き出されたクロトーが漆黒の鎧を纏って黒装した姿。
パーフェクトクロトー

ラケシス / 仮面ライダードレッド / ヴァルバラド（ラケシス）
冥黒の三姉妹の三女。知的にして残虐で、口琴の音色で発動する特殊な錬金術を用いる。
グリオンを裏切って、ミナトに取り入ろうとする。

### 冥黒王
ウロボロス界の暗黒の扉に封印されていた冥黒の三姉妹の頂点に立つ冥黒王を自称する者たち。それぞれが賢者の石を体内に有する三位一体の存在で、賢者の石の力を滅んだ者から奪おうと互いに牽制し合っている。

ギギスト
神働術に由来すると思われる、禁術を遥かに超えた超常的な空間錬金術を得意とし、ケミーを直接マルガムに変えたり、クロトーを強化したり、強力な重力波など恐ろしい力を有する。始祖ケミーのドラゴナロスとガイアードを生み出した存在だが、ケミーの本質は悪であると主張する。人間の心を理解したようなそぶりを見せる。

ジェルマン
錬金術師の始祖ともいえる存在で、有機物のゴーレムを無機物から錬成するほどの桁違いの技量を持つ。全人類のマルガム化がケミーと人間の正しい進化の道筋であると考え、ケミーの返還を要求する。
体内に取り込んでいたグリオンに触媒にされたことでその身体を奪われる。

ガエリヤ
占星と錬金を用いた独自の術式体系を確立しており、あらゆる事象を星の巡りに委ねている。ほかの冥黒王を見下しており、ケミーなしで人間をマルガム化する能力を持ち、ジェルマンと同様に人間のマルガム化を目論む。

## 仮面ライダーとその他の戦士

### コンセプト
ブラインドパックの形態でカードを販売するということが決まっていたため、全てのカードが価値あるように見え、どれだけカードパックを買ってくれた子どもたちに楽しみを提供できるか、ということを第一に考えて検討した結果、2枚のカードで変身ということとなった。
また、錬金術としてしっかりと2つが混ざる以上、レベルナンバーが足して10になる組み合わせでしか変身できず、各ケミーに対して「ガッチャンコケミー」は1体しかないという縛りを作っているため、亜種フォームは一つもないというふうに割り切っているという。
『仮面ライダーゼロワン』や『仮面ライダーセイバー』では10人前後の仮面ライダーが最終的に登場しているが、仮面ライダーになれることを前提に、ライダーになって何をするかがドラマであったが、そうすると仮面ライダーに変身するということ自体のワクワク感は落ちてくるため、仮面ライダーが少ない方が変身のワクワク感があると思っていたところ、カードで複数のフォームチェンジする面白さをやりたいというバンダイの意見もあり、本作品では仮面ライダーは1人のみということとなった。

### 共通ツール
アルケミスドライバー
マジェード・ウインドの変身ベルト。風雅がガッチャードライバーを基に作り上げたもので、りんねに託された。ハイアルケミストリングを構えることで腰部に出現する。ハイアルケミストリングを天面のアルケミスリンカーにかざして同調させ、「○○（セットするコズミック属性のケミーカード）！○○（セットするファンタスティック属性のケミーカード）！」の音声とともに左右に装填・認識された2枚のライドケミーカードの力の均衡が取れた場合には、「ガガガガッチャンコ！○○（変身する形態の呼び名）！○○（変身するフォーム名）！」の音声とともに備えられた高等物質錬成機能によって人間と2体のケミーによる多重錬成を可能とし、仮面ライダーに変身させる。
ハイアルケミストリング
マジェード・ウインドが使用する、りんねの覚悟によってオレンジ色に変化した指輪。風雅のものははめる指の位置を差し替えずに変化させることが可能。

### アイテム・武器
ケミーライザー
ケミーの捜索・捕獲・召喚が可能な錬成具。
ライドケミーカードリーダーにライドケミーカードを装填することでケミーの力を読み取り、ケミーの召喚や部分的にその特性を付与した錬成を可能とするほか、ブランクカードをセットすることでケミーを捕獲する。
スパナが持つケミーライザーは、特級エージェントのみが持つ特別なもので、3体同時にケミーを捜索・捕獲・召喚が可能で、ミニガンケミーキャプチャーが先端部分についている。

### 仮面ライダーガッチャード
一ノ瀬宝太郎がガッチャードライバーで変身する仮面ライダー。
- 名前の由来は、企画会議の中で、たびたび2枚のカードを「ガッチャンコ」というフレーズが出てきたが、錬金術っぽくて響きが良く、金属同士がぶつかる音のイメージもあり、「ガッチャ」も「捕まえる」という意味の英語で、カードを手に入れるということもうまく組み合わさって「ガッチャード」というネーミングが生まれたという[2]。
- 派生フォームはアップ・アクション兼用の1着が制作されている[19]。
- 変身ポーズは2体のケミーを集めて混ぜ合わせ、錬金マークの三角形を作ってガッチャンコする、というものだが、本島は第1話で仮面ライダーガッチャードのスーツアクターを務める永徳の動きがカッコいいと思ったことから、その動きを第3話から取り入れて変えているため、1、2話は特別版としている[20]。

形態
スチームホッパー
ホッパー1とスチームライナーのライドケミーカードで変身するガッチャードの基本形態。キーカラーはメタリックブルー。
バッタの跳躍力と機関車の力を併せ持ち、強烈な突進力とキック力を発揮する。
- 額側に仮面ライダーの個性である複眼を配置してゴーグル調に見せ、眼の複眼は2つの属性の錬成をイメージした矢印を意匠化したものとなっている。

アッパレスケボー
スケボーズとアッパレブシドーのライドケミーカードで変身する派生形態。
両脚にあるスケボーで高速移動し、ガッチャートルネードで攻撃する。
ヴェノムマリナー
ディープマリナーとヴェノムダケのライドケミーカードで変身する水中戦形態。
水中運動能力と毒を併せ持つ。
アントレスラー
レスラーGとアントルーパーのライドケミーカードで変身する派生形態。
多くのプロレス技を繰り出すパワーファイターである。
バーニングゴリラ
ゴリラセンセイとバーニングネロのライドケミーカードで変身する派生形態。
炎と怪力を操る。
ニードルホーク
ホークスターとサボニードルのライドケミーカードで変身する派生形態。
空中を自在に飛行し、トゲを全身から放って攻撃する。
ドッキリショベル
ガッツショベルとドッキリマジーンのライドケミーカードで変身する派生形態。
バケットを両手に持つ、500種を超えるトリックの使い手である。
ゴルドメカニッカー
メカニッカニとゴルドダッシュのライドケミーカードで変身する派生形態。
空力効果と電気絶縁性のある装甲に身を包んでいる。
ヒーケスローズ
フレイローズとヒーケスキューのライドケミーカードで変身する派生形態。
薔薇と消防士の特性を持ち、棘のホースで放水する。
ライトニングジャングル
ジャングルジャンとライデンジのライドケミーカードで変身する派生形態。
ツタのような電線・ヴァインケーブルを用いた電撃を放つ。
仮面ライダースーパーガッチャード
エクスガッチャリバーをクロスオンさせたガッチャードライバーと、ホッパー1とスチームライナーのライドケミーカード、レベルナンバー10のライドケミーカード1枚で変身する強化形態。
クロスユーフォーエックス
ユーフォーエックスのライドケミーカードで変身する強化形態。
UFOのように回転しながら飛行する能力を有している。両腕の独自飛行する小型円盤・クロスレコーダで、束縛した敵をガッチャードの射程内に転移させる。
- クロスレコーダは遠隔操作・分離が可能だが、実際には固定されている。

クロスエックスレックス
エックスレックスのライドケミーカードで変身する強化形態。
敵に腹部のキバで食らいつくなど、ティラノサウルスのような荒々しい戦闘スタイルで戦う。
- デザイナーの田嶋秀樹の提案で、「ベルトごと食べられる」ものになった。

仮面ライダーファイヤーガッチャード
ガッチャーイグナイターをターボオンさせたガッチャードライバーで変身する強化形態。
スチームホッパー
ホッパー1とスチームライナーのライドケミーカードで変身する形態。
ガッチャーイグナイターによってさらに出力を上げ、炎の力で超スピードによる高速戦闘を得意とし、高い戦闘力と身体スペックを誇るが、オーバーヒートを起こすことがある。
- マスクはアップ・アクション兼用。ディテールやフォルムはスチームホッパーと同様だが、側頭部とゴーグル・パンクライダゴーグル、ボディー上半身にファイヤーパターンのパーツを加飾することで差別化を図っている。

アッパレスケボー
スケボーズとアッパレブシドーのライドケミーカードで変身する形態。
アントレスラー
レスラーGとアントルーパーのライドケミーカードで変身する派生形態。
エクシードマイティ
仮面ライダークウガと仮面ライダーファイズのレジェンドライドケミーカードで変身する形態。
仮面ライダーアイアンガッチャード
テンライナーをライナーオンさせたガッチャードライバーとテンライナーのライドケミーカードで変身する強化形態。
変身音声は「出発進行！アイアンガッチャード！シュポポポーン！」。
機関鉄拳ヘビーエクスプレッシャーを両腕に装備し、その硬度と重量を活かしたハイパーヘビーパンチを得意とする。強固な装甲を有するパワーファイターだが、禁じられた古代錬金術による変身ゆえ体力の消耗が激しい。
- ベーススーツはプラチナガッチャードと共用で、各装着パーツを換装することでフォームを表現している。ヘビーエクスプレッシャーは取り外して素手でのアクションも可能。

仮面ライダープラチナガッチャード
ガッチャードライバーにクロスホッパーとテンライナーのライドケミーカードを装填して、召喚したクロスホッパーが乗り込んだテンライナーをガッチャードライバーにライナーオンさせて変身する強化形態。
変身音声は「ガッチャ！ガッチャ！ガッチャ！プラチナガッチャード！」。
ケミーの能力を制限なく同時開放することが可能で、クロスホッパーの能力が追加されたことで、アイアンガッチャードの弱点である身体への負担が軽減されている。
- 腕と脚はケミーの能力を取り込める設定のため、共通のディテールが設けられている。

仮面ライダーレインボーガッチャード
バックルモードにしたニジゴンをガッチャンコさせたガッチャードライバー、2枚のニジゴンのレインボーケミーカードで変身する最強形態。
変身音声は「ガッチャ&ゴー！レインボーガッチャード！ガッチャード！ガッチャード！」。
ニジゴンが有する4元素に第5の元素として変身者を加える超錬成によって、世界を構成するすべての要素を内包した「錬金術における1つの完成形態」である。胸部の変換炉・プレシャスアタノールはケミーたちの力や変身者の内なる感情、水や大気などを錬金素材にしてエネルギーを無尽蔵に発生させる。
- 国によって虹の認識が異なり、必ずしも7色ではなく、緑の使用が合成の関係で難しく、レインボーガッチャードも基本4色に抑えて紫が一部に入るカラーリングとなっている。
- 撮影用スーツはアップ・アクション兼用の1着が制作された。

アルティマスチームホッパー
アルティマホッパー1とアルティマスチームライナーのアルティマケミーカード、ガッチャードライバー（宝太郎Ver,）で変身するガッチャードの最強形態。

テレビシリーズ以外の作品に登場する仮面ライダーガッチャード
エクシードマイティ
『仮面ライダーガッチャードVS仮面ライダーレジェンド』に登場。
仮面ライダークウガと仮面ライダーファイズのレジェンドライドケミーカードで変身する派生形態。
サイクロンタトバ
『仮面ライダーガッチャードVS仮面ライダーレジェンド』に登場。
仮面ライダーWと仮面ライダーオーズのレジェンドライドケミーカードで変身する派生形態。
武器はメダジャリバー。
フルフルロケット
『仮面ライダーガッチャードVS仮面ライダーレジェンド』に登場。
仮面ライダーフォーゼと仮面ライダービルドのレジェンドライドケミーカードで変身する派生形態。
両腕のロケットを用いて飛行する。
仮面ライダースターガッチャード
『仮面ライダー THE WINTER MOVIE ガッチャード&ギーツ 最強ケミー★ガッチャ大作戦』に登場。
Xアッセンブルのライドケミーカードで変身する強化形態。

マーズフェニックス
超バトルDVDに登場。
インフェニックスとファイヤマルスのライドケミーカードで変身する形態。
仮面ライダーミラクルガッチャード
『仮面ライダーガッチャード ザ・フューチャー・デイブレイク』に登場。
ホッパー101とギガントライナーのライドケミーカードで変身する強化形態。

レジェンドライナー
ファイナルステージに登場。
仮面ライダーレジェンダリーレジェンドのレジェンドライドケミーカードとギガントライナーのライドケミーカードで変身する強化形態。

スペック
| 名称                                                      | 身長     | 体重      | パンチ力 | キック力 | ジャンプ力 （ひと跳び） | 走力 （100 m） | 初登場                 |
| --------------------------------------------------------- | -------- | --------- | -------- | -------- | ----------------------- | -------------- | ---------------------- |
| スチームホッパー                                          | 205.0 cm | 90.3 kg   | 8.2 t    | 10.0 t   | 17.2 m                  | 7.3秒          | - 劇場版ギーツ - 第1話 |
| アッパレスケボー                                          | 194.3 cm | 89.2 kg   | 6.4 t    | 8.2 t    | 20.8 m                  | 5.5秒          | 第3話                  |
| ヴェノムマリナー                                          | 197.0 cm | 92.5 kg   | 5.5 t    | 6.4 t    | 7.3 m                   | 10.0秒         | 第4話                  |
| アントレスラー                                            | 194.9 cm | 98.2 kg   | 9.1 t    | 9.1 t    | 11.8 m                  | 8.2秒          | 第5話                  |
| バーニングゴリラ                                          | 193.5 cm | 109.4 kg  | 16.3 t   | 4.6 t    | 9.1 m                   | 9.1秒          | 第6話                  |
| ニードルホーク                                            | 197.9 cm | 81.1 kg   | 6.4 t    | 7.3 t    | 13.6 m                  | 8.2秒          | 第7話                  |
| ドッキリショベル                                          | 193.7 cm | 106.5 kg  | 10.0 t   | 7.3 t    | 8.2 m                   | 9.1秒          | 第8話                  |
| ゴルドメカニッカー                                        | 202.4 cm | 132.5 kg  | 13.6 t   | 8.2 t    | 4.6 m                   | 6.4秒          | 第10話                 |
| ヒーケスローズ                                            | 199.8 cm | 96.2 kg   | 7.3 t    | 5.5 t    | 10.0 m                  | 8.2秒          | 第10話                 |
| ライトニングジャングル                                    | 220.9 cm | 156.3 kg  | 8.2 t    | 9.1 t    | 5.5 m                   | 12.7秒         | 第11話                 |
| 仮面ライダースーパーガッチャード クロスユーフォーエックス | 199.7 cm | 104.0 kg  | 20.8 t   | 16.3 t   | 28.0 m                  | 5.5秒          | 第13話                 |
| 仮面ライダースーパーガッチャード クロスエックスレックス   | 200.5 cm | 107.6 kg  | 16.3 t   | 20.8 t   | 21.7 m                  | 4.6秒          | 第14話                 |
| 仮面ライダーファイヤーガッチャード スチームホッパー       | 205.0 cm | 116.0 kg  | 24.6 t   | 30.7 t   | 41.5 m                  | 3.7秒          | 第18話                 |
| 仮面ライダーファイヤーガッチャード アッパレスケボー       | 194.3 cm | 114.9 kg  | 20.8 t   | 25.3 t   | 46.0 m                  | 2.8秒          | 第19話                 |
| 仮面ライダーアイアンガッチャード                          | 203.7 cm | 2422.5 kg | 55.0 t   | 36.1 t   | 3.7 m                   | 1.9秒          | 第25話                 |
| 仮面ライダープラチナガッチャード                          | 205.6 cm | 97.8 kg   | 64.0 t   | 81.1 t   | 153.1 m                 | 1.9秒          | 第27話                 |
| 仮面ライダーファイヤーガッチャード アントレスラー         | 194.9 cm | 123.9 kg  | 27.1 t   | 27.1 t   | 33.4 m                  | 4.6秒          | 第33話                 |
| 仮面ライダーファイヤーガッチャード エクシードマイティ     | 199.1 cm | 122.5 kg  | 10.0 t   | 15.4 t   | 30.7 m                  | 4.6秒          | 第34話                 |
| 仮面ライダーレインボーガッチャード                        | 204.1 cm | 101.0 kg  | 82.0 t   | 100.0 t  | 172.0 m                 | 1.0秒          | 第38話                 |
| アルティマスチームホッパー                                | 205.0 cm | 90.3 kg   | 101.1 t  | 101.1 t  | 101.1 m                 | 0.1秒          | 最終話                 |

ツール・武器
ガッチャードライバー
ガッチャードの変身ベルト。宝太郎に風雅が託した。バックルの状態で携行され、腰部に当てると錬金術効果範囲律帯・エフェクレンジが自動で展開して装着される。「○○！○○！（セットする2体のケミー）」の音声とともに左右に装填・認識された2枚のライドケミーカードの力の均衡が取れた場合には、「ガッチャンコ！○○（変身するフォーム名）！」の音声とともに備えられた高等物質錬成機能によって人間と2体のケミーによる多重錬成を可能とし、ガッチャードに変身させる。
スーパーガッチャードライバー
エクスガッチャリバーをクロスオンさせたガッチャードライバー。「○○（レベルナンバー10ケミーの呼び名）！」の音声とともにベルト天面のエクスクロスリーダーにレベルナンバー10のライドケミーカードを装填することでスーパーガッチャードに変身する。
ガッチャードライバー（宝太郎Ver.）
宝太郎自らが錬成したガッチャード アルティマスチームホッパーの変身ベルト。バックルの状態で携行され、腰部に当てると錬金術効果範囲律帯・エフェクレンジが自動で展開して装着される。「○○！○○！（セットする2体のケミー）」の音声とともに左右に装填・認識された2枚のアルティマケミーカードの力の均衡が取れた場合には、「ガッチャンコ！○○（変身するフォーム名）！」の音声とともに備えられた高等物質錬成機能によって変身者の心とアルティマケミーカードがひとつとなったとき、すべてのケミーの力を内包した超多重錬成を可能とし、ガッチャード アルティマスチームホッパーに変身させる。
ガッチャージガン
ガッチャードの銃型錬成武器。ライドケミーカードを読み取ることで、その特性を付与した特殊弾によるさまざまな特殊射撃が可能となる。
- アップ用プロップはカードの装填スロットが実際に存在する。

ガッチャートルネード
ガッチャードの剣弓型錬成武器。エネルギーを纏わせた斬撃とそのエネルギーを射出する射撃が可能。ライドケミーカードをスロットに装填して読み取り、弓を引くことでスロットが回転し、その抽出した能力から特殊エネルギーを錬成した必殺技が可能となる。
エクスガッチャリバー
UFO-Xが宝太郎に授けた純白の剣が変化した剣型の強化アイテム。ライドケミーカードを装填することで強大な攻撃力に変換する錬聖剣になるほか、レベルナンバー10のライドケミーカードを装填して変形させ、ガッチャードライバーとクロスオン（合体）させることで、「ガッチャンコ！X!○○（使用したレベルナンバー10のケミー）！スーパー！」の音声とともに、2体のケミーと人間、レベルナンバー10のケミーとの超高等多重錬成が可能となる。
必殺技としてストラッシュ、レベルナンバー10を用いるエクストラッシュを発動させる。
ガッチャーイグナイター
幼少期の宝太郎が錬成したゴーグルを現代の宝太郎が再錬成したガッチャードの強化アイテム。前面の始動装置・イグナイトチャッカーの両シリンダー下部にあるレバーを下ろしてガッチャードライバー前面部にターボオン（装着）し、「○○！イグナイト！」の音声とともに2枚のライドケミーカードを装填することで、「ガッチャーンコ！ファイヤー！○○！アチーッ！」の音声とともに仮面ライダーファイヤーガッチャードへと変身する。
- アップ用モデルは実際に着脱が可能なほか、ギミックのないアクション用が制作されている。

テンライナー
スチームライナーが古代から伝わる禁断の錬金術によって再錬成したビークルケミー。ガッチャードライバーにライナーオン（連結）させることで人間とケミーとの混合錬成が可能となる。
クロスホッパー
ホッパー1が宝太郎の応援と10体のレベルナンバー10のケミーたちの力を集束させることによって再錬成したインセクトケミー。ガッチャードライバーにライナーオンさせたテンライナーに乗り込み、ゴーグル調のパーツを下げることで仮面ライダープラチナガッチャードへの錬成が可能となる。
ニジゴン
宝太郎に宿った卵から生まれたレベルナンバーや各属性にはあてはまらない幻の101体目のケミー。?のレインボーケミーカードをガッチャードライバーに装填することで出現し、ガッチェンジさせて、ガッチャードライバーにガッチャンコさせることで仮面ライダーレインボーガッチャードへの錬成が可能となる。また、ケミーをレインボーブレスによってレインボーケミーに変化させる能力を備える。
- 通常芝居用のモデルやドライバーにセットする変形ギミックがあるプロップが制作された。

必殺技
スチームホッパーフィーバー
スチームホッパーの必殺技。ドライバーサイドのレバーを押し込んで発動する。大きく右脚を上げて低空を滑るように放つ。発動時にはボディーパーツが飛散して素体のライダケミドールとワイルドモードが一瞬垣間見える。
アッパレスケボーフィーバー
アッパレスケボーの必殺技。
ヴェノムマリナーフィーバー
ヴェノムマリナーの必殺技。
アントレスラーフィーバー
アントレスラーの必殺技。
バーニングゴリラフィーバー
バーニングゴリラの必殺技。
ニードルホークフィーバー
ニードルホークの必殺技。
ドッキリショベルフィーバー
ドッキリショベルの必殺技。
ゴルドメカニッカーフィーバー
ゴルドメカニッカーの必殺技。
ヒーケスローズフィーバー
ヒーケスローズの必殺技。
ライトニングジャングルフィーバー
ライトニングジャングルの必殺技。
ユーフォーエックスシャイニングフィーバー
仮面ライダースーパーガッチャード クロスユーフォーエックスの必殺技。
エックスレックスシャイニングフィーバー
仮面ライダースーパーガッチャード クロスエックスレックスの必殺技。
スチームホッパーバーニングフィーバー
仮面ライダーファイヤーガッチャード スチームホッパーの必殺技。
アッパレスケボーバーニングフィーバー
仮面ライダーファイヤーガッチャード アッパレスケボーの必殺技。
アイアンナックル
仮面ライダーアイアンガッチャードの必殺技。
アイアンナックルフィーバー
仮面ライダーアイアンガッチャードの必殺技。
プラチナシュート
仮面ライダープラチナガッチャードの必殺技。
プラチナシュートフィーバー
仮面ライダープラチナガッチャードの必殺技。
アントレスラーバーニングフィーバー
仮面ライダーファイヤーガッチャード アントレスラーの必殺技。
エクシードマイティバーニングフィーバー
仮面ライダーファイヤーガッチャード エクシードマイティの必殺技。
レインボーフィーバー
仮面ライダーレインボーガッチャードの必殺技。
アルティマフィーバー
アルティマスチームホッパーの必殺技。

マシン

ゴルドダッシュ
バイク形のビークルケミーの一種。走ることと人間が大好きで、ミナトも乗用したこともある。
- ベース車はCRF1100L Africa Twin Adventure Sports ES。

#### ワイルドモード
ライドケミーカードをガッチャードライバーに装填することで錬成可能となるケミーに似た姿となる特殊形態。
- 2種類のカードを変身時に組み合わせるとベルトに顔が表示される仕掛けであるため、すでに50パターン以上の顔のデザイン画が描かれているというが、スーツを作る予算の都合から、人型と、「マッドパイレーツワイルド」のように能力に特化した人型ではない「ワイルド」の2形態を自由に行き来できるという設定を作ることで、ドラマやアクションの幅が広がっていくものとしている[2]。

| 形態名                         | ライドケミーカード1 | ライドケミーカード2 | 備考                                         | 注           |
| ------------------------------ | ------------------- | ------------------- | -------------------------------------------- | ------------ |
| スチームホッパーワイルド       | ホッパー1           | スチームライナー    | 重装甲と優れた跳躍力が特長の蒸気機関バッタ   | [ 3 ] [ 13 ] |
| オドリマンティスワイルド       | カマンティス        | オドリッパ          |                                              |              |
| アッパレスケボーワイルド       | スケボーズ          | アッパレブシドー    |                                              |              |
| エナジーマルワイルド           | サスケマル          | エナジール          |                                              |              |
| マッドパイレーツワイルド       | パイレッツ          | マッドウィール      | 海賊船形モンスターマシン                     | [ 3 ] [ 13 ] |
| バレットチョウチョワイルド     | ゲンゲンチョウチョ  | バレットバーン      | 幻覚効果のある鱗粉を発射する                 | [ 3 ]        |
| アントレスラーワイルド         | レスラーG           | アントルーパー      |                                              |              |
| スマホタルワイルド             | ピカホタル          | スマホーン          |                                              |              |
| ニードルホークワイルド         | ホークスター        | サボニードル        |                                              |              |
| スパイクホエールワイルド       | ギャンボエール      | スパイクル          |                                              |              |
| バットキングロボワイルド       | レンキングロボ      | ヤミバット          | ガッチャードビームを胸から放つ巨大ロボである | [ 11 ]       |
| ゴルドメカニッカーワイルド     | メカニッカニ        | ゴルドダッシュ      |                                              |              |
| バクオンテレヴィワイルド       | テレヴィ            | バクオンゼミ        |                                              |              |
| スタッグミラーワイルド         | ミテミラー          | スタッグバイン      |                                              |              |
| グレイトサソーリーワイルド     | ブッサソーリー      | グレイトンボ        |                                              |              |
| ドクターヘビーワイルド         | ツッパリヘビー      | ドクターコゾー      |                                              |              |
| バニーパーカーワイルド         | パンパカパーカー    | バウンティーバニー  | 兎のように跳ね回って敵を翻弄する             | [ 11 ]       |
| ライトニングジャングルワイルド | ジャングルジャン    | ライデンジ          |                                              |              |
| トライキャッチャーワイルド     | キャッチュラ        | トライケラ          |                                              |              |

#### ガッチャーブラザーズ
仮面ライダーレインボーガッチャードが2体のレインボーケミーとガッチャンコしたガッチャードの分身体。胴の変換炉と複眼が虹色に変化し、ブラザーマフラーを巻いている。
形態
アッパレスケボー
レインボースケボーズとレインボーアッパレブシドーのレインボーケミーカードで変身する形態。
ゴルドメカニッカー
レインボーメカニッカニとレインボーゴルドダッシュのレインボーケミーカードで変身する形態。
スチームホッパー
レインボーホッパー1とレインボースチームライナーのレインボーケミーカードで変身する形態。
アントレスラー
レインボーレスラーGとレインボーアントルーパーのレインボーケミーカードで変身する形態。
ライトニングジャングル
レインボージャングルジャンとレインボーライデンジのレインボーケミーカードで変身する形態。
ニードルホーク
レインボーホークスターとレインボーサボニードルのレインボーケミーカードで変身する形態。
ヴェノムマリナー
レインボーディープマリナーとレインボーヴェノムダケのレインボーケミーカードで変身する形態。
クロスユーフォーエックス
ガッチャーブラザーズ スチームホッパーがエクスガッチャリバーをクロスオンさせたブラザードライバーと、レインボーユーフォーエックスのレインボーケミーカードで変身する形態。

スペック
| 名称                             | 身長     | 体重     | パンチ力 | キック力 | ジャンプ力 （ひと跳び） | 走力 （100 m） | 初登場 |
| -------------------------------- | -------- | -------- | -------- | -------- | ----------------------- | -------------- | ------ |
| アッパレスケボー                 | 194.3 cm | 89.2 kg  | 6.4 t    | 8.2 t    | 20.8 m                  | 5.5秒          | 第39話 |
| ゴルドメカニッカー               | 202.4 cm | 132.5 kg | 13.6 t   | 8.2 t    | 4.6 m                   | 6.4秒          | 第39話 |
| スチームホッパー                 | 205.0 cm | 90.3 kg  | 8.2 t    | 10.0 t   | 17.2 m                  | 7.3秒          | 第41話 |
| アントレスラー                   | 194.9 cm | 98.2 kg  | 9.1 t    | 9.1 t    | 11.8 m                  | 8.2秒          | 第41話 |
| ライトニングジャングル           | 220.9 cm | 156.3 kg | 8.2 t    | 9.1 t    | 5.5 m                   | 12.7秒         | 第41話 |
| ニードルホーク                   | 197.9 cm | 81.1 kg  | 6.4 t    | 7.3 t    | 13.6 m                  | 8.2秒          | 第42話 |
| ヴェノムマリナー                 | 197.0 cm | 92.5 kg  | 5.5 t    | 6.4 t    | 7.3 m                   | 10.0秒         | 第45話 |
| スーパークロスユーフォーエックス | 199.7 cm | 104.0 kg | 20.8 t   | 16.3 t   | 28.0 m                  | 5.5秒          | 第45話 |

ツール・武器
ブラザードライバー
ガッチャーブラザーズの変身ベルト。

必殺技
アッパレスケボーフィーバー
アッパレスケボーの必殺技。
ゴルドメカニッカーフィーバー
ゴルドメカニッカーの必殺技。
スチームホッパーフィーバー
スチームホッパーの必殺技。
アントレスラーフィーバー
アントレスラーの必殺技。
ライトニングジャングルフィーバー
ライトニングジャングルの必殺技。
ニードルホークフィーバー
ニードルホークの必殺技。
ヴェノムマリナーフィーバー
ヴェノムマリナーの必殺技。
ユーフォーエックスシャイニングフィーバー
スーパークロスユーフォーエックスの必殺技。

### 仮面ライダーマジェード
九堂りんねがアルケミスドライバーで変身する仮面ライダー。
- 『最強ケミー★ガッチャ大作戦』で先行登場しており、テレビシリーズでは第19話で初登場しているが、映画を見ていない人もいるため、テレビで初登場のようにも見える構成となっている[34]。

形態
サンユニコーン
ユニコンとザ・サンのライドケミーカードで変身するマジェードの基本形態。キーカラーは暖色系。
変身時の固有音声は「プロミネンスホーン！」。
浄化作用と無尽蔵のエネルギーを併せ持ち、魔法の力を打ち消す光を放つ。
- マスクにはりんねのロングヘアーを彷彿とさせるパーツが装着されているほか、長く伸びた角などユニコーンモチーフが頭部を覆っている。アップ用スーツのブーツはインソールを噛ませた上げ底仕様のハイヒールになっている。

ムーンケルベロス
ヨアケルベロスとネミネムーンのライドケミーカードで変身する格闘形態。キーカラーは寒色系。
変身時の固有音声は「スリーヘッドスリーパー！」。
アルケミスジュエル製の超硬質の爪を両腕に備え、パンチを駆使した格闘戦を得意とする。
- ケルベロスの3つの首の左右2頭がお団子頭状のディテールとなっている。

仮面ライダートワイライトマジェード
トワイライトユニコンとトワイライトザ・サンのトワイライトケミーカードと、マジェスティードライバーで変身し、アトロポスの魂とガッチャンコした強化形態。
変身時の固有音声は「ブライトネス&ダークネス！」。

スペック
| 名称                               | 身長     | 体重    | パンチ力 | キック力 | ジャンプ力 （ひと跳び） | 走力 （100 m） | 初登場                         |
| ---------------------------------- | -------- | ------- | -------- | -------- | ----------------------- | -------------- | ------------------------------ |
| サンユニコーン                     | 197.9 cm | 70.7 kg | 7.9 t    | 9.2 t    | 15.8 m                  | 7.1秒          | - ガッチャード&ギーツ - 第19話 |
| ムーンケルベロス                   | 192.8 cm | 71.3 kg | 8.9 t    | 8.2 t    | 16.9 m                  | 7.3秒          | 第23話                         |
| 仮面ライダートワイライトマジェード | 197.9 cm | 71.7 kg | 16.9 t   | 19.6 t   | 27.3 m                  | 5.6秒          | 第48話                         |

ツール
マジェスティードライバー
仮面ライダートワイライトマジェードの変身ベルト。アルケミスドライバーが変化した。ハイアルケミストリングとプロミスアルケミストリングを天面のマジェスティーリンカーにかざして二段階認証を経てトライアングルを構成し、左右に装填・認識された2枚のトワイライトケミーカードの力の均衡が取れた場合には、「ガガガガッチャンコ！○○（変身する形態の呼び名）！○○（変身するフォーム名）！」の音声とともに備えられた高等物質錬成機能によって人間と2体のトワイライトケミーによる高等多重錬成を可能とし、仮面ライダーに変身させる。
プロミスアルケミストリング
仮面ライダートワイライトマジェードが使用する指輪。アトロポスの持つ多面体のオブジェが変化したもの。
必殺技
サンユニコーンノヴァ
サンユニコーンの必殺技。
サンユニコーンビッグバンノヴァ
サンユニコーンの必殺技。
ムーンケルベロスノヴァ
ムーンケルベロスの必殺技。
ムーンケルベロスビッグバンノヴァ
ムーンケルベロスの必殺技。
トワイライトノヴァ
仮面ライダートワイライトマジェードの必殺技。
ギャラクティックノヴァ
仮面ライダートワイライトマジェードの必殺技。

### ヴァルバラド
黒鋼スパナがマッドウィールのライドケミーカードをヴァルバラッシャーに装填することで強化錬成した対マルガム用強化スーツを装着することで変身する異形の戦士。
ガッチャード以上の戦闘センスと身体能力を持つ。
- 本作品の仮面ライダーは、最も錬金術が成功した姿であり、何十年かに1回成功例を発見できるかどうかという類の存在であるが、地道に頑張っているものがそれに近づくことはできるかもしれないという存在として作られたキャラである。だが、本作品の主人公は仮面ライダーの力をたまたま手に入れてしまったことから、真面目に頑張ってきた者からすれば、少し気に食わないため、互いに正義があり、そこから生まれるドラマを楽しんでほしいという[2]。
- 仮面ライダーではないため、触覚や複眼などいわゆる仮面ライダーの記号を廃した格好のスタイリングとなっており、左眼のスパナ=モンキーレンチ状のディテールなどで異形感を出しつつ、カッコよく見えるようにまとめ上げている[38]。
- スーツはアップ・アクション兼用の1着が制作されている[38]。整備士が着るツナギモチーフと思われる油に塗れたスーツ、上半身を覆うプロテクター類には赤錆が配管に浮いており、ウエザリングではなくエイジングによる塗装処理を行うことで、ガッチャードの煌びやかなメッキ処理との対比を明確にしている[38]。
- 鉄鋼のポーズはスパナ役の藤林とアクション監督の福沢と話し合って決め、宝太郎が横に広がるポーズであったため、縦のラインを意識したものとなり、当初は水平にヴァルバラッシャーを構えた際に両脚を閉じ、剣を縦にしたと同時に後ろに右足を下げるポーズを考案したが、福沢から「ヒーローは後ろに下がってはいけない」と言われたため、最後は前に出すポーズに変更された[9]。

形態
ガッツショベルカスタム
マッドウィールとガッツショベルをドローさせて左腕を変化させた派生形態。
ゲキオコプターカスタム
マッドウィールとゲキオコプターをドローさせて右腕を変化させた派生形態。
トライカスタム
マッドウィールとガッツショベルとゲキオコプターをドローさせて多重錬成させた重層強化型形態。

スペック
| 名称                   | 身長     | 体重     | パンチ力 | キック力 | ジャンプ力 （ひと跳び） | 走力 （100 m） | 初登場 |
| ---------------------- | -------- | -------- | -------- | -------- | ----------------------- | -------------- | ------ |
| ヴァルバラド           | 213.0 cm | 113.8 kg | 8.1 t    | 9.8 t    | 12.3 m                  | 7.3秒          | 第3話  |
| ガッツショベルカスタム | 213.0 cm | 166.6 kg | 13.5 t   | 9.8 t    | 7.2 m                   | 10.1秒         | 第3話  |
| ゲキオコプターカスタム | 213.0 cm | 135.1 kg | 9.3 t    | 9.8 t    | 11.2 m                  | 9.6秒          | 第4話  |
| トライカスタム         | 213.0 cm | 187.9 kg | 13.5 t   | 9.8 t    | 6.1 m                   | 12.4秒         | 第9話  |

ツール・武器
ヴァルバラッシャー
スパナが生み出したヴァルバラドの変身アイテムとなる長剣型の特殊錬成具。斬撃・射撃の双方に対応する武器としても機能し、装填したライドケミーカードの特性を付与したさまざまな特殊攻撃が可能となる。
ライドケミーカードをスロットに装填し、「鉄鋼」の掛け声とともにアルケミートリガーを引くことでヴァルバラドに変身する。
仮面ライダーヴァルバラドでも引き続き武器として使用される。
ヴァルバラドローバックル
ヴァルバラドの腰に装着されているライドケミーカードを収納するホルダー型バックル。

必殺技
ヴァルバラブレイク
ヴァルバラドの必殺技。

### ヴァルバラド（ラケシス）
第33話に登場。ラケシスがレプリマッドウィールのレプリケミーカードをヴァルバラッシャー（ラケシス）に装填することで強化錬成した対マルガム用強化スーツを装着することで変身する異形の戦士。
ツール・武器
ヴァルバラッシャー
鏡花がスパナのヴァルバラッシャーを複製してラケシスに戦力強化を目的として与えたもので、ヴァルバラド（ラケシス）の変身アイテムとなる長剣型の特殊錬成具。斬撃・射撃の双方に対応する武器としても機能し、装填したライドケミーカードの特性を付与したさまざまな特殊攻撃が可能となる。
レプリケミーカードをスロットに装填し、「鉄鋼」の掛け声とともにアルケミートリガーを引くことでヴァルバラド（ラケシス）に錬成する。
ヴァルバラドローバックル
ヴァルバラド（ラケシス）の腰に装着されているライドケミーカードを収納するホルダー型バックル。

必殺技
ヴァルバラブレイク
ヴァルバラド（ラケシス）の必殺技。

### 仮面ライダーヴァルバラド
黒鋼スパナがマッハウィールとダイオーニのライドケミーカードと、ヴァルバラドライバーで変身する仮面ライダー。
変身時の固有音声は「ヴァルバラド！」。
ヴァルバラドと同様にヴァルバラッシャーを武器として携行するほか、「カスタムアップ！」の音声とともにカードを追加することで強化錬成も可能。
- ヴァルバラドのエイジング塗装やモチーフを残しつつ、仮面ライダーへと昇華させてスタイリングしているが、下半身にあったツナギのようなパーツはなくなっている[40]。

形態
オロチショベルカスタム
ガッツショベルとジャマタノオロチのライドケミーカードでカスタムアップする形態。
地形すら変えるほどの破壊力を有する大型バケット・ジャマタノディガーを両腕に備える。
エンジェコプターカスタム
ゲキオコプターとエンジェリードのライドケミーカードでカスタムアップする形態。
空中停止能力を司る光弾天輪ヘリクエルが左腕、高速飛行能力を有する破魔翼弓プテロエルが右腕に追加され、範囲攻撃や自動追尾射撃などの空からの攻撃を得意とする。
仮面ライダーヴァルバラド黒鋼
メタルマッハウィールとメタルダイオーニのメタルケミーカードと、ヴァルバラドライバー黒鋼で変身する強化形態。
変身時の固有音声は「オーバートップギア 黒鋼」。

テレビシリーズ以外の作品に登場する仮面ライダーヴァルバラド
仮面ライダーヴァルバラドGT
『仮面ライダーガッチャード GRADUATIONS』に登場。
ダイオーニGTとギガントライナーGTのライドケミーカードで変身する強化形態。

スペック
| 名称                         | 身長     | 体重     | パンチ力 | キック力 | ジャンプ力 （ひと跳び） | 走力 （100 m） | 初登場 |
| ---------------------------- | -------- | -------- | -------- | -------- | ----------------------- | -------------- | ------ |
| 仮面ライダーヴァルバラド     | 219.9 cm | 120.6 kg | 13.8 t   | 18.6 t   | 13.3 m                  | 6.7秒          | 第21話 |
| オロチショベルカスタム       | 219.9 cm | 144.8 kg | 18.4 t   | 16.8 t   | 9.8 m                   | 8.9秒          | 第21話 |
| エンジェコプターカスタム     | 219.9 cm | 131.7 kg | 10.8 t   | 14.5 t   | 19.2 m                  | 8.1秒          | 第22話 |
| 仮面ライダーヴァルバラド黒鋼 | 219.9 cm | 111.1 kg | 26.8 t   | 37.7 t   | 17.5 m                  | 5.3秒          | 第49話 |

ツール・武器
ヴァルバラドライバー
仮面ライダーヴァルバラドの変身ベルト。鏡花が中心となって開発した。ガッチャードライバーを基本ベースとしつつ錬金連合の技術や、アルケミスドライバーとガッチャーイグナイターの実働データによって最終調整が完了された。バックルの状態で携行され、腰部に当てると錬金術効果範囲律帯・ヴァラドレンジが自動で展開して装着される。左右に装填・認識された2枚のライドケミーカードの力の均衡が取れた場合には、「ガッチャンコ！バースト！○○（変身するフォーム名）！」の音声とともに備えられた高等物質錬成機能によって人間と2体のケミーによる黒紫炎強化多重錬成を可能とし、仮面ライダーヴァルバラドに変身させる。カードの基準レベルを無視した形態へも変身できる。
- アクション用プロップはガッチャードとは別のものが用意されている。

ヴァルバラドライバー黒鋼
仮面ライダーヴァルバラド黒鋼の変身ベルト。スパナが自らの特性やこれまでの経験を基に自分専用に作り上げたワンオフの特殊錬成具。バックルの状態で携行され、腰部に当てると錬金術効果範囲律帯・ヴァラドレンジが自動で展開して装着される。左右に装填・認識された2枚のメタルケミーカードの力の均衡が取れた場合には、「ガッチャンコ！バースト！○○（変身するフォーム名）！」の音声とともに備えられた進化型物質錬成機能によって人間と2体のメタルケミーによる白銀炎進化多重錬成を可能とし、仮面ライダーヴァルバラド黒鋼に変身させる。

必殺技
ヴァルバラドクラッシュ
仮面ライダーヴァルバラドの必殺技。
オーバーヴァルバラバースト
仮面ライダーヴァルバラド黒鋼の必殺技。
オーバーヴァルバラブレイク
仮面ライダーヴァルバラド黒鋼の必殺技。

### 仮面ライダードレッド
ドレッドライバーで変身する仮面ライダー。第12・13話はアトロポスに操られた鶴原錆丸、第14話はラケシス、第14・15・30・32・49話・最終話はクロトー、第17・19・21・24・25話はミナト、第26話はアトロポス、第27話・ファイナルステージはグリオンが変身する。
- スーツはアップ・アクション兼用の1着が制作されている[43]。各式はパーツをマスクとボディーに装着することで表現している[44]。
- 変身ポーズは、ラケシスのものは縄田のアイデアで髪の毛をくるくるっとするものとなっている[45]。クロトーのものは当初宮原の考えたポーズは『仮面ライダーギーツ』の仮面ライダーバッファに似ていたことから、拳を握るポーズに変更している[45]。ミナトは本心で変身していないことから、ノリノリの変身ポーズをとるのではなく、「変身」とシンプルに言うだけのものとなった[12]。

形態
仮面ライダードレッド零式
レプリスチームライナーのレプリケミーカードで変身するドレッドの基本形態。
錆丸が変身した状態では、彼の持つケミーの知識を活かした鬼神の如き強さを発揮した。
仮面ライダードレッド壱式
レプリスチームライナー、レプリユニコンのレプリケミーカードで変身するドレッドの強化形態。
強化装甲モノケウロが右半身を覆い、ブラッディーUCを振るう。
仮面ライダードレッド弐式
レプリスチームライナー、レプリダイオーニのレプリケミーカードで変身するドレッドの強化形態。
禍々しい鬼を形取った真紅の鎧で左半身を覆い、ブラッディーDOが追加される。
仮面ライダードレッド参式
レプリスチームライナー、レプリユニコン、レプリダイオーニのレプリケミーカードで変身するドレッドの強化形態。
ブラッディーUCとブラッディーDOの二刀流を駆使する。
- 装着時の強度を考慮して左右一体型のマスクパーツが新規に制作された。

テレビシリーズ以外の作品に登場する仮面ライダードレッド
ドレットルーパー
『仮面ライダーガッチャード ザ・フューチャー・デイブレイク』に登場。
変身者を必要としない完全自立型のドレッド軍団。

仮面ライダードレッド終式
ファイナルステージに登場。
レプリギガントライナーのレプリケミーカードで変身するドレッドの強化形態。

スペック
| 名称                     | 身長     | 体重     | パンチ力 | キック力 | ジャンプ力 （ひと跳び） | 走力 （100 m） | 初登場 |
| ------------------------ | -------- | -------- | -------- | -------- | ----------------------- | -------------- | ------ |
| 仮面ライダードレッド零式 | 210.9 cm | 124.4 kg | 14.2 t   | 18.4 t   | 15.7 m                  | 6.1秒          | 第12話 |
| 仮面ライダードレッド壱式 | 212.9 cm | 141.1 kg | 26.1 t   | 42.1 t   | 30.2 m                  | 4.6秒          | 第24話 |
| 仮面ライダードレッド弐式 | 211.8 cm | 149.4 kg | 35.0 t   | 35.9 t   | 18.2 m                  | 5.8秒          | 第27話 |
| 仮面ライダードレッド参式 | 212.9 cm | 166.1 kg | 47.1 t   | 59.6 t   | 32.7 m                  | 4.3秒          | 第27話 |

ツール・武器
ドレッドライバー
ドレッドの変身ベルト。人間の悪意の結晶として冥黒の三姉妹が捕獲したユーフォーエックスを基に錬金術によって錬成した。バックルの状態で携行され、腰部に当てると戒律帯・ドゥアトレンジが自動で展開して装着される。複数のレプリケミーカードを上部のレプリケミーカード狂化装置・ヴェヴェルッセッターにスラッシュすることでカードに封印されたレプリケミーを狂化させて理性を奪い、倒立式蒸留器・コンススティラーにカードを装填することで必要能力のみを強制的に分離・吸収する。
- 発光機能がプロップにないため、各式に準拠したグラフィックのシートを換装する。

ブラッディーAB
レプリアッパレブシドーのレプリケミーカードによって錬成した長剣。
ブラッディーBB
レプリバレッドバーンのレプリケミーカードによって錬成した2丁拳銃。
ブラッディーUC
レプリユニコンのレプリケミーカードによって錬成したレイピア。
ブラッディーDO
レプリダイオーニのレプリケミーカードによって錬成した巨大な棍棒。

必殺技
ドレッドブレイキング
ドレッドの必殺技。
ブラッドレイン
ドレッドの必殺技。コンススティラーに装填した状態で発動。
ブラッドサクリファイス
ドレッドの超必殺技。コンススティラーにカードを4枚以上同時装填した状態で発動。

### 仮面ライダーガッチャードデイブレイク
空を割って宝太郎の前に現れた暁色の仮面ライダーガッチャード。ガッチャードと瓜二つの姿だが、その目的や正体は不明。炎の意匠が施された武器やカードを使用する。
ガッチャード スチームホッパーと同様のボディーだが、オレンジのメタリックボディーで、ファイヤーパターンのグラフィックが各所に配されているほか、マントが戦闘時に現出する。
その正体は未来から来た宝太郎本人で過去の宝太郎と協力してガッチャーイグナイターを完成させる。
形態
仮面ライダーガッチャードデイブレイク スチームホッパー
ガッチャードライバー（デイブレイクVer.）と、デイブレイクホッパー1とデイブレイクスチームライナーのデイブレイクケミーカードで変身する基本形態。
仮面ライダーファイヤーガッチャードデイブレイク スチームホッパー
ガッチャーイグナイターをターボオンさせたガッチャードライバー（デイブレイクVer.）と、デイブレイクホッパー1とデイブレイクスチームライナーのデイブレイクケミーカードで変身する基本形態。

テレビシリーズ以外の作品に登場する仮面ライダーガッチャードデイブレイク
仮面ライダーガッチャードシャイニングデイブレイク
『仮面ライダーガッチャード ザ・フューチャー・デイブレイク』に登場。
ガッチャードライバー（デイブレイクVer.）と、シャイニングホッパー1とシャイニングスチームライナーのデイブレイクケミーカードで変身する基本形態。

スペック
| 名称                                                            | 身長     | 体重    | パンチ力 | キック力 | ジャンプ力 （ひと跳び） | 走力 （100 m） | 初登場 |
| --------------------------------------------------------------- | -------- | ------- | -------- | -------- | ----------------------- | -------------- | ------ |
| 仮面ライダーファイヤーガッチャードデイブレイク スチームホッパー | 206.9 cm | 93.6 kg | 42.4 t   | 54.1 t   | 40.6 m                  | 2.8秒          | 第16話 |
| 仮面ライダーガッチャードデイブレイク スチームホッパー           | 206.9 cm | 91.3 kg | 36.1 t   | 44.2 t   | 33.4 m                  | 3.7秒          | 第17話 |

ツール・武器
ガッチャードライバー（デイブレイクVer.）
ガッチャードデイブレイクの変身ベルトである赤いガッチャードライバー。左右に装填・認識された2枚のデイブレイクケミーカードの力の均衡が取れた場合には、備えられた高等物質錬成機能によって人間と2体のケミーによる多重錬成を可能とし、ガッチャードデイブレイクに変身させる。
ガッチャードライバー（デイブレイクVer.）
ファイヤーガッチャードデイブレイクの変身ベルト。イグナイトチャッカーの両シリンダー下部にあるレバーを下ろしてガッチャードライバー（デイブレイクVer.）前面部にターボオンし、2枚のデイブレイクケミーカードを装填することで仮面ライダーファイヤーガッチャードデイブレイクへと変身する。

マシン

デイブレイクゴルドダッシュ
ビークルケミーの一種。

### 仮面ライダーウインド
第26話に登場。九堂風雅がアルケミスドライバーで変身する仮面ライダー。
形態
ブラックバハムート
ギガバハムとクロアナのライドケミーカードで変身するウインドの基本形態。
変身時の固有音声は「ダークインフィニティ！」。
密度階級操作による浮遊能力と気流を操って俊敏な空間挙動を行い、マントによる姿勢制御による飛行能力にも見える力を持つ。敵の攻撃を錬成したマイクロブラックホールで無効化する。
- 撮影用スーツは1着が制作されている。目元はマジェードに似せて造形されている。

必殺技
ブラックバハムートノヴァ
ブラックバハムートの必殺技。
ブラックバハムートビックバンノヴァ
ブラックバハムートの必殺技。

### 仮面ライダーレジェンド
『ガッチャードVSレジェンド』、第33 - 35話・最終話に登場。鳳桜・カグヤ・クォーツが仮面ライダーレジェンドのレジェンドライドケミーカードとレジェンドライバーで変身する仮面ライダー。
変身音声は「ケミーライド レレレレジェンド」。
仮面ライダーディケイドに似た能力や姿で、歴代ライダーの姿に自ら変身するケミーライドや歴代ライダーを召喚するレジェンドライドで戦う。レジェンドライドで召喚するライダーはオリジナルと同じ姿だが、レジェンド自身がケミーライドで変身したライダーはベルトがレジェンドライバーであることに加え、黄金の装飾に地、水、火、風、光、闇の力を宿した宝石・エレメントジェムが嵌め込まれたゴールデンゴージャスター（右胴体）・ボトムゴージャスター（左腰）が追加されており、「仮面ライダーゴージャス○○」と呼称される。
第34話で仮面ライダーレジェンダリーレジェンドにパワーアップして以降は、歴代ライダーの最強フォームへの変身・召喚が可能となった。
縦にマスクを貫くカードの意匠や複眼の形状など、頭部はディケイドを想起させるデザインだが、平行にカードが並んでいるディケイドと異なり放射状に配置されていたり、ディケイドよりも複眼のサイズは小さいなど、相違点は意外と多い。
形態
仮面ライダーゴージャス電王
仮面ライダー電王のレジェンドライドケミーカードで変身する派生形態。
変身音声は「ケミーライド ゴゴゴゴージャス 電王」。
仮面ライダーゴージャスディケイド
仮面ライダーディケイドのレジェンドライドケミーカードで変身する派生形態。
変身音声は「ケミーライド ゴゴゴゴージャス ディケイド」。
仮面ライダーゴージャスクウガ
仮面ライダークウガのレジェンドライドケミーカードで変身する派生形態。
変身音声は「ケミーライド ゴゴゴゴージャス クウガ」。
仮面ライダーゴージャスアギト
仮面ライダーアギトのレジェンドライドケミーカードで変身する派生形態。
変身音声は「ケミーライド ゴゴゴゴージャス アギト」。
仮面ライダーゴージャス龍騎
仮面ライダー龍騎のレジェンドライドケミーカードで変身する派生形態。
変身音声は「ケミーライド ゴゴゴゴージャス 龍騎」。
仮面ライダーゴージャスファイズ
仮面ライダーファイズのレジェンドライドケミーカードで変身する派生形態。
変身音声は「ケミーライド ゴゴゴゴージャス ファイズ」。
仮面ライダーゴージャスブレイド
仮面ライダーブレイドのレジェンドライドケミーカードで変身する派生形態。
変身音声は「ケミーライド ゴゴゴゴージャス ブレイド」。
仮面ライダーゴージャス響鬼
仮面ライダー響鬼のレジェンドライドケミーカードで変身する派生形態。
変身音声は「ケミーライド ゴゴゴゴージャス 響鬼」。
仮面ライダーゴージャスカブト
仮面ライダーカブトのレジェンドライドケミーカードで変身する派生形態。
変身音声は「ケミーライド ゴゴゴゴージャス カブト」。
仮面ライダーゴージャスキバ
仮面ライダーキバのレジェンドライドケミーカードで変身する派生形態。
変身音声は「ケミーライド ゴゴゴゴージャス キバ」。
仮面ライダーレジェンダリーレジェンド
レジェンドライバーにレジェンドカメンライザーをセットし、仮面ライダーレジェンダリーレジェンドのレジェンドライドケミーカードで変身する強化形態。
歴代の平成・令和仮面ライダーの最強フォームに変身するファイナルケミーライド能力を有する。
仮面ライダーゴージャスビルド ジーニアスフォーム
仮面ライダービルド ジーニアスフォームのレジェンドライドケミーカードで変身する派生形態。
仮面ライダーゴージャスディケイド コンプリートフォーム
仮面ライダーディケイド コンプリートフォームのレジェンドライドケミーカードで変身する派生形態。
仮面ライダーゴージャスゼロツー
仮面ライダーゼロツーのレジェンドライドケミーカードで変身する派生形態。
仮面ライダーゴージャスグランドジオウ
仮面ライダーグランドジオウのレジェンドライドケミーカードで変身する派生形態。

スペック
| 名称                                                  | 身長     | 体重     | パンチ力 | キック力 | ジャンプ力 （ひと跳び） | 走力 （100 m） | 初登場                              |
| ----------------------------------------------------- | -------- | -------- | -------- | -------- | ----------------------- | -------------- | ----------------------------------- |
| 仮面ライダーレジェンド                                | 207.1 cm | 89.2 kg  | 4.6 t    | 9.2 t    | 23.5 m                  | 6.2秒          | - 第33話 - ガッチャードVSレジェンド |
| 仮面ライダーゴージャス電王                            | 190.0 cm | 89.8 kg  | 5.0 t    | 7.0 t    | 35.0 m                  | 5.2秒          | - 第33話 - ガッチャードVSレジェンド |
| 仮面ライダーゴージャスディケイド                      | 192.0 cm | 85.8 kg  | 4.0 t    | 8.0 t    | 25.0 m                  | 6.0秒          | - 第33話 - ガッチャードVSレジェンド |
| 仮面ライダーゴージャスクウガ                          | 200.0 cm | 101.8 kg | 3.0 t    | 10.0 t   | 15.0 m                  | 5.2秒          | 第33話                              |
| 仮面ライダーゴージャスアギト                          | 195.0 cm | 97.8 kg  | 7.0 t    | 15.0 t   | 30.0 m                  | 5.0秒          | 第33話                              |
| 仮面ライダーゴージャス龍騎                            | 190.0 cm | 92.8 kg  | 10.0 t   | 20.0 t   | 35.0 m                  | 5.0秒          | 第33話                              |
| 仮面ライダーゴージャスファイズ                        | 186.0 cm | 93.8 kg  | 2.5 t    | 5.0 t    | 35.0 m                  | 5.8 秒         | 第33話                              |
| 仮面ライダーゴージャスブレイド                        | 201.0 cm | 103.8 kg | 2.8 t    | 4.8 t    | 33.0 m                  | 5.7秒          | 第33話                              |
| 仮面ライダーゴージャス響鬼                            | 222.0 cm | 158.8 kg | 20.0 t   | 40.0 t   | 75.0m                   | 3.0秒          | 第33話                              |
| 仮面ライダーゴージャスカブト                          | 195.0 cm | 97.8 kg  | 3.0 t    | 7.0 t    | 7.0 m                   | 5.8秒          | 第33話                              |
| 仮面ライダーゴージャスキバ                            | 200.0 cm | 100.8 kg | 6.0 t    | 8.0 t    | 85.0 m                  | 6.5秒          | 第33話                              |
| 仮面ライダーレジェンダリーレジェンド                  | 212.2 cm | 98.6 kg  | 9.8 t    | 20.1 t   | 37.6 m                  | 4.3秒          | 第34話                              |
| 仮面ライダーゴージャスビルド ジーニアスフォーム       | 196.4 cm | 110.6 kg | 55.7 t   | 61.1 t   | 86.3 m                  | 0.9秒          | 第34話                              |
| 仮面ライダーゴージャスディケイド コンプリートフォーム | 199.0 cm | 107.0 kg | 12.0 t   | 16.0 t   | 50.0 m                  | 4.0秒          | 第34話                              |
| 仮面ライダーゴージャスゼロツー                        | 200.0 cm | 107.1 kg | 62.0 t   | 120.0 t  | 200.0 m                 | 0.2秒          | 第34話                              |
| 仮面ライダーゴージャスグランドジオウ                  | 208.5 cm | 125.0 kg | 55.8 t   | 129.2 t  | 146.6 m                 | 0.4秒          | 第35話                              |

ツール・武器
レジェンドライバー
レジェンドの変身ベルト。バックル・レジェンドDバックルの状態で携行され、腰部に当てるとドライバー内に収納されたベルト・パラミネートベルトが自動で展開して装着される。読み取り装置・ライドリーダーにレジェンドライドケミーカードを装填して、左右に起動スイッチ・スペラティブサイドハンドルを引いてバックルを90度回転させてファビュラスゲートを展開させることで、ゴージャスをプラスした姿のレジェンドライダーにケミーライドする。
- プロップには展開ギミックを有している。

レジェンドライドマグナム
レジェンドのメインウエポンである銃。読み取り装置・ライドリーダーにレジェンドライドケミーカードをセットすることでレジェンドライダーを召喚するレジェンドライドを発動させるほか、仮面ライダーの力を用いた必殺技・レジェンドアタックライドを発動する。
- サイズはライダー用のカードに合わせて制作されており、カードも挿入可能。

レジェンドカメンライザー
レジェンドの強化アイテム。オーロラカーテンシステムのコアユニットとして1つの世界を創造し、終末に導くほどの力を秘めており、ガンモードに変形することでさまざまな創造物を現出可能。システムの端末でもあるレジェンドライバーとの直結により、仮面ライダーレジェンダリーレジェンドへの変身を可能とする。

必殺技
ゴージャスアタックライド
レジェンドの必殺技。
レジェンドアタックライド
レジェンドの必殺技。レジェンドライドケミーカードをレジェンドライドマグナムのライドリーダーに装填してハンドルを回すことで発動する。
ゴージャスブラスト
レジェンドの必殺技。レジェンドライドマグナムのハンドルを回すことで発動する。
レジェンドファイナルアタックライド
レジェンダリーレジェンドの必殺技。

### 仮面ライダーエルド
第49話・最終話に登場。グリオンがエルドラゴンのカードとエルドラドライバーで変身する仮面ライダー。
変身音声は「イース・トン・エオーナ エル・ドラード」。
ツール
エルドラドライバー
エルドの変身ベルト。冥黒王から奪取した賢者の石を用いて錬成された。バックルの状態で携行され、腰部に当てると錬金術効果範囲律帯・ウロボロスレンジが自動で展開して装着される。読み込み装置・ゴルダウズセッターにエルドラゴンのカードをスラッシュして読み込み、レバー式錬金術発動装置・トライアングルヴォークを展開させることでエルドに変身する。
劇場版『仮面ライダーガッチャード ザ・フューチャー・デイブレイク』では未来のグリオンが同形状のエルドラドライバーを所有しており、仮面ライダードラドへの変身に使用している。
冥黒竜エルドラゴン
欠損した賢者の石を補完する存在。
必殺技
エル・アブソリュート
エルドの必殺技。トライアングルヴォークを閉じ、再度展開することで発動する。
ウル・エルドラードクライシス
エルドの必殺技。トライアングルヴォークを閉じ、ゴルダキュービックラティオを3回転させた後、再度展開することで発動する。
ディミオルギア
エルドの必殺技。レプリケミーカードをスラッシュし、ゴルダキュービックラティオを90度に回転させ、カードの必要能力のみを分離させて発動する。
カオスカタストロフィ
エルドの必殺技。レプリケミーカードを4枚以上スラッシュし、ゴルダキュービックラティオを90度に回転させ、カードの能力を合成させて発動する。
テウルギア
ゴルダキュービックラティオを1回転させることで発動する神働術。
アストロロギア
ゴルダキュービックラティオを2回転させることで発動する占星術。
アルケミア
ゴルダキュービックラティオを3回転させることで発動する錬金術。

## マルガム
悪意を持った人間がケミーと融合することで怪物と化した姿。人間が結束バンドによって拘束され、ケミーに支配されたようにも見える姿となっている。
- 監督の田﨑からのアイデアで、映画『グレムリン』のようにしたらどうか、というアイデアを出され、ケミーの意思とは関係なく、悪に染められた状態を怪人にしている[2]。『ゼロワン』では、ゼツメライズキーを使って変身する怪人という設定であったため、怪人のデザインもゼツメライズキーをデザインしたプレックスが担当しているが、本作品でも同様にライドケミーカードおよびケミーをデザインしたプレックスが担当している[2]。

## 用語
ライドケミーカード
錬金術師の一族がケミーを封印したカード。
- トレーディングカードの幅を広げるため、並べたり揃えたいという要素として「レベルナンバー」と「属性」を入れている。
- プロップはバンダイが制作しており、ホログラムがプリントされている。

| レベルナンバー | 名称                 | 属性                     | ガッチャンコケミー | 初登場                         | 備考 |
| -------------- | -------------------- | ------------------------ | ------------------ | ------------------------------ | --- |
| 1              | ホッパー1            | インセクトケミー         | スチームライナー   | 第1話                          | |
| 9              | スチームライナー     | ビークルケミー           | ホッパー1          | 第1話                          | |
| 9              | カマンティス         | インセクトケミー         | オドリッパ         | 第1話                          | |
| 1              | オドリッパ           | ジョブケミー             | カマンティス       | 第2話                          | |
| 2              | スケボーズ           | ビークルケミー           | アッパレブシドー   | 第2話                          | |
| 7              | ゴルドダッシュ       | ビークルケミー           | メカニッカニ       | 第2話                          | |
| 8              | アッパレブシドー     | ジョブケミー             | スケボーズ         | 第3話                          | |
| 2              | ヴェノムダケ         | プラントケミー           | ディープマリナー   | 第3話                          | |
| 4              | パイレッツ           | ジョブケミー             | マッドウィール     | 第3話                          | |
| 6              | マッドウィール       | ビークルケミー           | パイレッツ         | 第3話                          | |
| 8              | ガッツショベル       | ビークルケミー           | ドッキリマジーン   | 第3話                          | |
| 2              | ドッキリマジーン     | ジョブケミー             | ガッツショベル     | 第3話                          | |
| 4              | ゲキオコプター       | ビークルケミー           |                    | 第4話                          | |
| 5              | ディープマリナー     | ビークルケミー           | ヴェノムダケ       | 第4話                          | |
| 6              | サスケマル           | ジョブケミー             | エナジール         | 第4話                          | |
| 4              | エナジール           | アーティファクトケミー   | サスケマル         | 第4話                          | |
| 5              | アントルーパー       | インセクトケミー         | レスラーG          | 第4話                          | |
| 3              | ゲンゲンチョウチョ   | インセクトケミー         | バレットバーン     | 第5話                          | |
| 7              | バレットバーン       | ジョブケミー             | ゲンゲンチョウチョ | 第5話                          | |
| 3              | ヒーケスキュー       | ビークルケミー           | フレイローズ       | 第5話                          | |
| 4              | バクオンゼミ         | インセクトケミー         | テレヴィ           | 第5話                          | |
| 3              | ドクターコゾー       | ジョブケミー             | ツッパリヘビー     | 第5話                          | |
| 7              | フレイローズ         | プラントケミー           | ヒーケスキュー     | 第5話                          | |
| 5              | レスラーG            | ジョブケミー             | アントルーパー     | 第5話                          | |
| 8              | ゴリラセンセイ       | アニマルケミー           | バーニングネロ     | 第5話                          | |
| 2              | バーニングネロ       | プラントケミー           | ゴリラセンセイ     | 第6話                          | |
| 6              | ホークスター         | アニマルケミー           | サボニードル       | 第6話                          | |
| 9              | ギャンボエール       | アニマルケミー           | スパイクル         | 第7話                          | |
| 2              | ピカホタル           | インセクトケミー         | スマホーン         | 第7話                          | |
| 8              | スマホーン           | アーティファクトケミー   | ピカホタル         | 第7話                          | |
| 3              | メカニッカニ         | アニマルケミー           | ゴルドダッシュ     | 第7話                          | |
| 4              | サボニードル         | プラントケミー           | ホークスター       | 第7話                          | |
| 1              | スパイクル           | ビークルケミー           | ギャンボエール     | 第7話                          | |
| 2              | ハピクローバー       | プラントケミー           |                    | 第8話                          | |
| 6              | グレイトンボ         | インセクトケミー         | ブッサソーリー     | 第8話                          | |
| 3              | バンバンブー         | プラントケミー           |                    | 第9話                          | |
| 9              | ジャングルジャン     | プラントケミー           | ライデンジ         | 第9話                          | |
| 9              | レンキングロボ       | アーティファクトケミー   | ヤミバット         | 第9話                          | |
| 1              | ヤミバット           | アニマルケミー           | レンキングロボ     | 第9話                          | |
| 1              | ライデンジ           | アーティファクトケミー   | ジャングルジャン   | 第10話                         | |
| 10             | ユーフォーエックス   | オカルトケミー           |                    | 第10話                         | |
| 7              | スタッグバイン       | インセクトケミー         | ミテミラー         | 第11話                         | |
| 6              | テレヴィ             | アーティファクトケミー   | バクオンゼミ       | 第11話                         | |
| 4              | ブッサソーリー       | アニマルケミー           | グレイトンボ       | 第11話                         | |
| 5              | バウンティーバニー   | アニマルケミー           | パンパカパーカー   | 第11話                         | |
| 7              | ツッパリヘビー       | アニマルケミー           | ドクターコゾー     | 第11話                         | |
| 3              | ミテミラー           | アーティファクトケミー   | スタッグバイン     | 第11話                         | |
| 5              | パンパカパーカー     | アーティファクトケミー   | バウンティーバニー | 第11話                         | |
| 2              | キャッチュラ         | アニマルケミー           | トライケラ         | 第11話                         | |
| 10             | エックスレックス     | エンシェントケミー       |                    | 第14話                         | |
| 8              | バグレシア           | プラントケミー           |                    | 第15話                         | |
| 3              | ユニコン             | ファンタスティックケミー | ザ・サン           | - ガッチャード&ギーツ - 第16話 | |
| 8              | ジャマタノオロチ     | オカルトケミー           |                    | 第16話                         | |
| 6              | ウツボッチャマ       | プラントケミー           |                    | - ガッチャード&ギーツ - 第16話 | |
| 10             | クロスウィザード     | ジョブケミー             |                    | - ガッチャード&ギーツ - 第26話 | |
| 10             | ビートルクス         | インセクトケミー         |                    | - ガッチャード&ギーツ - 第26話 | |
| 10             | テンフォートレス     | アーティファクトケミー   |                    | - ガッチャード&ギーツ - 第26話 | |
| 10             | リクシオン           | アニマルケミー           |                    | - ガッチャード&ギーツ - 第26話 | |
| 10             | ゼグドラシル         | プラントケミー           |                    | - ガッチャード&ギーツ - 第26話 | |
| 10             | エクシードファイター | ビークルケミー           |                    | - ガッチャード&ギーツ - 第26話 | |
| EX             | Xアッセンブル        |                          |                    | - ガッチャード&ギーツ - 第26話 | レベルナンバー10のライドケミーカード5枚が合体した。                                                       |
| 5              | ファイヤマルス       | コズミックケミー         | インフェニックス   | - 超バトルDVD - 第16話         | |
| 5              | インフェニックス     | ファンタスティックケミー | ファイヤマルス     | - 超バトルDVD - 第16話         | |
| 7              | ザ・サン             | コズミックケミー         | ユニコン           | - ガッチャード&ギーツ - 第17話 | |
| 4              | ネミネムーン         | コズミックケミー         | ヨアケルベロス     | 第17話                         | |
| 9              | カリュードス         | ジョブケミー             |                    | 第19話                         | |
| 8              | カイザービー         | インセクトケミー         |                    | 第19話                         | |
| 6              | ヨアケルベロス       | ファンタスティックケミー | ネミネムーン       | 第19話                         | |
| 4              | エンジェリード       | オカルトケミー           |                    | 第20話                         | |
| 6              | ダイオーニ           | オカルトケミー           |                    | 第20話                         | |
| 6              | マッハウィール       | ビークルケミー           |                    | 第21話                         | マッドウィールがスパナの力に共鳴して再錬成した姿。                                                        |
| 8              | トライケラ           | エンシェントケミー       | キャッチュラ       | 第22話                         | |
| 5              | ズキュンパイア       | オカルトケミー           |                    | 第23話                         | |
| 5              | サーベライガー       | エンシェントケミー       |                    | 第23話                         | |
| 6              | ワープテラ           | エンシェントケミー       |                    | 第24話                         | |
| 2              | ケスゾー             | アーティファクトケミー   |                    | 第24話                         | |
| 10             | テンライナー         | ビークルケミー           |                    | 第24話                         | スチームライナーが古代の錬金術によって再錬成した姿。                                                      |
| 10             | ドラゴナロス         | ファンタスティックケミー |                    | 第26話                         | |
| 10             | ガイアード           | コズミックケミー         |                    | 第26話                         | |
| 1              | ギガバハム           | ファンタスティックケミー | クロアナ           | 第26話                         | |
| 9              | クロアナ             | コズミックケミー         | ギガバハム         | 第26話                         | |
| 10             | クロスホッパー       | インセクトケミー         |                    | 第27話                         | ホッパー1が宝太郎の応援とレベルナンバー10のケミーたちから託された力を収束させることによって再錬成した姿。 |
| 2              | ベロソル             | オカルトケミー           |                    | 第28話                         | |
| 1              | ケアリー             | オカルトケミー           |                    | 第28話                         | |
| 1              | マーキュリン         | コズミックケミー         |                    | 第29話                         | |
| 8              | ジュピッタ           | コズミックケミー         |                    | 第29話                         | |
| 2              | キンキラヴィーナ     | コズミックケミー         |                    | 第29話                         | |
| 6              | グランドサターン     | コズミックケミー         |                    | 第29話                         | |
| 9              | ナインテイル         | オカルトケミー           |                    | 第29話                         | |
| 9              | ブリザンモス         | エンシェントケミー       |                    | 第31話                         | |
| 7              | マックラーケン       | オカルトケミー           |                    | 第31話                         | |
| 2              | アクマノカリス       | エンシェントケミー       |                    | 第32話                         | |
| 1              | ナンモナイト         | エンシェントケミー       |                    | 第35話                         | |
| 7              | ギガロドン           | エンシェントケミー       |                    | 第35話                         | |
| 3              | セイゾンビ           | オカルトケミー           |                    | 第35話                         | |
| 3              | ゴキゲンメテオン     | コズミックケミー         |                    | 第35話                         | |
| 7              | タイムロード         | アーティファクトケミー   |                    | 第36話                         | |
| 2              | マケンタウロス       | ファンタスティックケミー |                    | 第38話                         | |
| 4              | ヴァンフェンリル     | ファンタスティックケミー |                    | 第38話                         | |
| 7              | ハオーディン         | ファンタスティックケミー |                    | 第38話                         | |
| 8              | ギングリフォン       | ファンタスティックケミー |                    | 第38話                         | |
| 9              | ドンポセイドン       | ファンタスティックケミー |                    | 第38話                         | |
| 3              | パクラプター         | エンシェントケミー       |                    | 第39話                         | |
| 4              | オジーラカンス       | エンシェントケミー       |                    | 第39話                         | |
| EX             | ホッパー101          | インセクトケミー         | ギガントライナー   | ザ・フューチャー・デイブレイク | |
| EX             | ギガントライナー     | ビークルケミー           | クロスホッパー     | ザ・フューチャー・デイブレイク | |

レプリケミーカード
針馬汐里が錬金アカデミーから奪ったブランクカードで錬成したケミーをコピーしたレプリケミーを封じ込めたライドケミーカードの模造品。1枚限定のライドケミーカードと違って想定上は複数枚所持できる。

| レベルナンバー | 名称                   | 属性         | ガッチャンコケミー | 初登場 | 備考 |
| -------------- | ---------------------- | ------------ | ------------------ | ------ | ---- |
| 9              | レプリスチームライナー | レプリケミー |                    | 第12話 |      |
| 1              | レプリオドリッパ       | レプリケミー |                    | 第12話 |      |
| 2              | レプリスケボーズ       | レプリケミー |                    | 第12話 |      |
| 8              | レプリアッパレブシドー | レプリケミー |                    | 第12話 |      |
| 2              | レプリヴェノムダケ     | レプリケミー |                    | 第12話 |      |
| 5              | レプリレスラーG        | レプリケミー |                    | 第12話 |      |
| 8              | レプリゴリラセンセイ   | レプリケミー |                    | 第12話 |      |
| 7              | レプリバレットバーン   | レプリケミー |                    | 第12話 |      |
| 2              | レプリピカホタル       | レプリケミー |                    | 第12話 |      |
| 4              | レプリゲキオコプター   | レプリケミー |                    | 第13話 |      |
| 7              | レプリフレイローズ     | レプリケミー |                    | 第14話 |      |
| 9              | レプリカマンティス     | レプリケミー |                    | 第15話 |      |
| 2              | レプリキャッチュラ     | レプリケミー |                    | 第15話 |      |
| 5              | レプリアントルーパー   | レプリケミー |                    | 第15話 |      |
| 6              | レプリマッドウィール   | レプリケミー |                    | 第21話 |      |
| 3              | レプリユニコン         | レプリケミー |                    | 第23話 |      |
| 6              | レプリダイオーニ       | レプリケミー |                    | 第27話 |      |
| 1              | レプリライデンジ       | レプリケミー |                    | 第27話 |      |
| EX             | レプリギガントライナー |              | ファイナルステージ |        |      |

デイブレイクケミーカード
仮面ライダーガッチャードデイブレイクが使用するライドケミーカード。
| レベルナンバー | 名称                         | 属性                   | ガッチャンコケミー           | 初登場                         | 備考 |
| -------------- | ---------------------------- | ---------------------- | ---------------------------- | ------------------------------ | ---- |
| 7              | デイブレイクバレットバーン   | ジョブケミー           |                              | 第16話                         |      |
| 8              | デイブレイクアッパレブシドー | ジョブケミー           |                              | 第16話                         |      |
| 2              | デイブレイクスケボーズ       | ビークルケミー         |                              | 第17話                         |      |
| 3              | デイブレイクメカニッカニ     | アニマルケミー         |                              | 第17話                         |      |
| 9              | デイブレイクジャングルジャン | プラントケミー         |                              | 第18話                         |      |
| 1              | デイブレイクライデンジ       | アーティファクトケミー |                              | 第18話                         |      |
| 7              | デイブレイクタイムロード     | アーティファクトケミー |                              | 第18話                         |      |
| 1              | シャイニングホッパー1        | インセクトケミー       | シャイニングスチームライナー | ザ・フューチャー・デイブレイク |      |
| 9              | シャイニングスチームライナー | ビークルケミー         | シャイニングホッパー1        | ザ・フューチャー・デイブレイク |      |

レジェンドライドケミーカード
仮面ライダーレジェンドが使用するライドケミーカード。
| レベルナンバー | 名称                                        | 属性                     | ガッチャンコケミー   | 初登場                              | 備考 |
| -------------- | ------------------------------------------- | ------------------------ | -------------------- | ----------------------------------- | ---- |
| EX             | 仮面ライダーレジェンド                      | レジェンドライダーケミー |                      | - ガッチャードVSレジェンド - 第33話 |      |
| 5              | 仮面ライダークウガ                          | レジェンドライダーケミー | 仮面ライダーファイズ | - ガッチャードVSレジェンド - 第33話 |      |
| 5              | 仮面ライダーファイズ                        | レジェンドライダーケミー | 仮面ライダークウガ   | - ガッチャードVSレジェンド - 第33話 |      |
| 5              | 仮面ライダー響鬼                            | レジェンドライダーケミー |                      | - ガッチャードVSレジェンド - 第33話 |      |
| 5              | 仮面ライダー電王                            | レジェンドライダーケミー |                      | - ガッチャードVSレジェンド - 第33話 |      |
| 5              | 仮面ライダーキバ                            | レジェンドライダーケミー |                      | - ガッチャードVSレジェンド - 第33話 |      |
| 5              | 仮面ライダーディケイド                      | レジェンドライダーケミー |                      | - ガッチャードVSレジェンド - 第33話 |      |
| 5              | 仮面ライダーカイザ                          | レジェンドライダーケミー |                      | ガッチャードVSレジェンド            |      |
| 5              | 仮面ライダー鎧武                            | レジェンドライダーケミー |                      | ガッチャードVSレジェンド            |      |
| 5              | 仮面ライダーW                               | レジェンドライダーケミー | 仮面ライダーオーズ   | ガッチャードVSレジェンド            |      |
| 5              | 仮面ライダーオーズ                          | レジェンドライダーケミー | 仮面ライダーW        | ガッチャードVSレジェンド            |      |
| 5              | 仮面ライダーフォーゼ                        | レジェンドライダーケミー | 仮面ライダービルド   | ガッチャードVSレジェンド            |      |
| 5              | 仮面ライダービルド                          | レジェンドライダーケミー | 仮面ライダーフォーゼ | ガッチャードVSレジェンド            |      |
| 5              | 仮面ライダーアギト                          | レジェンドライダーケミー |                      | 第33話                              |      |
| 5              | 仮面ライダー龍騎                            | レジェンドライダーケミー |                      | 第33話                              |      |
| 5              | 仮面ライダーブレイド                        | レジェンドライダーケミー |                      | 第33話                              |      |
| 5              | 仮面ライダーカブト                          | レジェンドライダーケミー |                      | 第33話                              |      |
| EX             | 仮面ライダーレジェンダリーレジェンド        | レジェンドライダーケミー |                      | 第33話                              |      |
| 5              | 仮面ライダービルド ジーニアスフォーム       | レジェンドライダーケミー |                      | 第34話                              |      |
| 5              | 仮面ライダーディケイド コンプリートフォーム | レジェンドライダーケミー |                      | 第34話                              |      |
| 5              | 仮面ライダーゼロツー                        | レジェンドライダーケミー |                      | 第34話                              |      |
| 5              | 仮面ライダーグランドジオウ                  | レジェンドライダーケミー |                      | 第35話                              |      |
| 5              | 仮面ライダーエターナル                      | レジェンドライダーケミー |                      | 第35話                              |      |
| 5              | 仮面ライダーダークキバ                      | レジェンドライダーケミー |                      | 第35話                              |      |
| 1              | 仮面ライダーグレア                          | レジェンドライダーケミー |                      | 第35話                              |      |
| 5              | 仮面ライダーアークワン                      | レジェンドライダーケミー |                      | 第35話                              |      |
| 5              | 仮面ライダーポッピー                        | レジェンドライダーケミー |                      | 第35話                              |      |
| 5              | 仮面ライダーカリス                          | レジェンドライダーケミー |                      | 第35話                              |      |
|                | ブランクカード                              |                          |                      | 第35話                              |      |

レインボーケミーカード
仮面ライダーレインボーガッチャードが使用する、ニジゴンのレインボーブレスの能力によって錬成したレインボーケミーを封印したライドケミーカード。
| レベルナンバー | 名称                         | 属性             | ガッチャンコケミー         | 初登場 | 備考 |
| -------------- | ---------------------------- | ---------------- | -------------------------- | ------ | ---- |
| EX             | ?                            | レインボーケミー |                            | 第38話 |      |
| EX             | ニジゴン                     | レインボーケミー |                            | 第38話 |      |
| EX             | ニジゴン                     | レインボーケミー |                            | 第38話 |      |
| 3              | レインボーパクラプター       | レインボーケミー |                            | 第39話 |      |
| 4              | レインボーオジーラカンス     | レインボーケミー |                            | 第39話 |      |
| 10             | レインボーガイアード         | レインボーケミー |                            | 第39話 |      |
| 10             | レインボードラゴナロス       | レインボーケミー |                            | 第39話 |      |
| 2              | レインボースケボーズ         | レインボーケミー | レインボーアッパレブシドー | 第39話 |      |
| 8              | レインボーアッパレブシドー   | レインボーケミー | レインボースケボーズ       | 第39話 |      |
| 3              | レインボーメカニッカニ       | レインボーケミー | レインボーゴルドダッシュ   | 第39話 |      |
| 7              | レインボーゴルドダッシュ     | レインボーケミー | レインボーメカニッカニ     | 第39話 |      |
| 1              | レインボーホッパー1          | レインボーケミー | レインボースチームライナー | 第41話 |      |
| 9              | レインボースチームライナー   | レインボーケミー | レインボーホッパー1        | 第41話 |      |
| 5              | レインボーレスラーG          | レインボーケミー | レインボーアントルーパー   | 第41話 |      |
| 5              | レインボーアントルーパー     | レインボーケミー | レインボーレスラーG        | 第41話 |      |
| 9              | レインボージャングルジャン   | レインボーケミー | レインボーライデンジ       | 第41話 |      |
| 1              | レインボーライデンジ         | レインボーケミー | レインボージャングルジャン | 第41話 |      |
| 6              | レインボーホークスター       | レインボーケミー | レインボーサボニードル     | 第42話 |      |
| 4              | レインボーサボニードル       | レインボーケミー | レインボーホークスター     | 第42話 |      |
| 4              | レインボーパイレッツ         | レインボーケミー | レインボーマッドウィール   | 第42話 |      |
| 6              | レインボーマッドウィール     | レインボーケミー | レインボーパイレッツ       | 第42話 |      |
| 0              | カメドーン                   | レインボーケミー |                            | 第43話 |      |
| 2              | レインボーヴェノムダケ       | レインボーケミー | レインボーディープマリナー | 第45話 |      |
| 5              | レインボーディープマリナー   | レインボーケミー | レインボーヴェノムダケ     | 第45話 |      |
| 10             | レインボーユーフォーエックス | レインボーケミー |                            | 第45話 |      |

トワイライトケミーカード
仮面ライダートワイライトマジェードが使用するライドケミーカード。マジェスティードライバーの出現に呼応するように変化した。
| レベルナンバー | 名称                 | 属性               | ガッチャンコケミー   | 初登場 | 備考 |
| -------------- | -------------------- | ------------------ | -------------------- | ------ | ---- |
| 3              | トワイライトユニコン | トワイライトケミー | トワイライトザ・サン | 第48話 |      |
| 7              | トワイライトザ・サン | トワイライトケミー | トワイライトユニコン | 第48話 |      |

メタルケミーカード
仮面ライダーヴァルバラド黒鋼が使用するライドケミーカード。

| レベルナンバー | 名称                 | 属性         | ガッチャンコケミー | 初登場 | 備考 |
| -------------- | -------------------- | ------------ | ------------------ | ------ | ---- |
| 6              | メタルマッハウィール | メタルケミー |                    | 第49話 |      |
| 6              | メタルダイオーニ     | メタルケミー |                    | 第49話 |      |

アルティマケミーカード
仮面ライダーガッチャード アルティマスチームホッパーが使用するライドケミーカード。

| レベルナンバー | 名称                       | 属性             | ガッチャンコケミー         | 初登場 | 備考 |
| -------------- | -------------------------- | ---------------- | -------------------------- | ------ | ---- |
| 1              | アルティマホッパー1        | アルティマケミー | アルティマスチームライナー | 最終話 |      |
| 9              | アルティマスチームライナー | アルティマケミー | アルティマホッパー1        | 最終話 |      |

錬金アカデミー
宝太郎やりんねたちが入学した学校で、解放された101体のケミーを回収している。事件に遭遇した一般人のケミーや錬金術に纏わる記憶を消し、秩序を陰ながら守っている。襟草市にある富良洲高校内に隠された扉の前で「下にあるものは上にあるもののごとく、上にあるものは下にあるもののごとく、ただ一つたる奇跡をなさん」という呪文を唱えることで開き、校舎内に入ることが可能となる。
- 当初は錬金術を管理する組織のような設定を考えていたが、錬金術自体がよく分からず、テクノロジーや魔法であれば多くの参考作品があり、お決まりのルックや伝わりやすい設定があるが、錬金術の参考作品は数えるほどしかないため、魔法と錬金術の違いが伝わらないと思ったという。そこで、普通の高校生が主人公で、「錬金術」という訳の分からないものと出会い、生徒としてそれを教えてくれる訳の分からない学校に飛び込んでみたら、分からないこと自体が面白いと思い、視聴者としても、主人公と一緒なら不思議な世界に入っていきやすく、まったく錬金術を知らない主人公がその秘密を徐々に知っていく、という成長の過程を楽しんでもらおう、という流れで決まったという。

アルケミストリング
錬金術師たちが持つ指輪。

## キャスト

### レギュラー・準レギュラー
- 一ノ瀬宝太郎 / 仮面ライダーガッチャード - 本島純政[54]
- 九堂りんね / 仮面ライダーマジェード[54][55]、マーキュリンの声（28・29）[56][注 3] - 松本麗世
- 黒鋼スパナ / ヴァルバラド / 仮面ライダーヴァルバラド（2 - 9・11 - 17・19 - 50）[54]、ジュピッタの声（28・29）[56][注 3] - 藤林泰也
- 銀杏蓮華（2 - 50）[54]、キンキラヴィーナの声（28・29）[56][注 3] - 安倍乙
- 鶴原錆丸 / 仮面ライダードレッド - 富園力也（2 - 27・30 - 50）[54][注 4]
- 加治木涼（1 - 4・6・9 - 16・18・19・22・28 - 35・39・41・44・45・47・49・50）[57] / バトラー（32 - 35）、ファイヤマルスの声（28・29）[58][注 3] - 加部亜門
- ミナト（1 - 47・49・50）[54]、セイゾンビの声（35）[59][注 3] - 熊木陸斗
- アトロポス - 沖田絃乃（1・3 - 23・25 - 34・37 - 41・43 - 48・50）[54]
- クロトー（1・3 - 19・21 - 23・25 - 27・30・32 - 34・36 - 41・43 - 45・47 - 50）、ヴァンフェンリルの声（38）[60] - 宮原華音[54]
- ラケシス（1・3 - 9・11・13 - 27・30 - 33・36・39 - 41・44 - 47・49・50）[54]、バグレシアの声（15・25）[45][注 3] - 坂巻有紗
- グリオン / 仮面ライダーエルド - 鎌苅健太（16 - 27・31・41 - 50）[61][注 5]
- 枝見鏡花 - 福田沙紀（14・16・17・19 - 22・24 - 27・30 - 32・36 - 39・44・46・47・49・50）[61][注 6]
- 一ノ瀬珠美 - 南野陽子（1 - 7・9・13 - 17・19・22・24・26・30・35・37・38・40・47・49・50）[54]
- 九堂風雅 / 仮面ライダーウインド - 石丸幹二（1 - 4・18・25・26・40・48・50）[54]

### 声の出演
- ホッパー1 / ミテミラー（11・16）/ エンジェリード（20・21・47） / クロスホッパー（27 - 29） / ケアリー（28・29） - 福圓美里[62]
- スチームライナー（1・3・4・9・11・18・19・24 - 29・41・44・45・50）、レプリスチームライナー（12） / テンライナー（25 - 29） - 檜山修之[62]
- スケボーズ（1 - 4・36・38・39） / オドリッパ（1・2） / マケンタウロス（38） - 小平有希
- マッドウィール（3・4・17・20・21・47・49） / ヴェノムダケ（3・4・44・46） / ネミネムーン（17・18）/ マッハウィール（21）/ ゲキオコプター（21・47） / ジャマタノオロチ（47） - 坂泰斗[63]
- アッパレブシドー（3・4・12・39・50） / パイレッツ（3・4・42・50） / スタッグバイン（11・50） / パンパカパーカー（11・39・50） / キャッチュラ（11・12・50） / ギングリフォン（38） / ザ・サン（48・50） - 逢坂良太[63]
- ドッキリマジーン（3） / アントルーパー（4・38・39・41・46） / サスケマル（4） / パクラプター（39） / ウツボッチャマ（39） - 高岡香[64]
- レスラーG - 乃村健次（5・41・46）[65]
- バレットバーン（5） / ゲンゲンチョウチョ（5） / バーニングネロ（6） - 奥野香耶[65][66]
- ゴリラセンセイ（5・6） / ホークスター（6・42） - 藤原聖侑[65]
- タイムロード（18・36） / アクマノカリス（32） / 仮面ライダーゼイン（33） - 大川透[67]
- サボニードル（7・8・12・18） / ツッパリヘビー（11） / バウンティーバニー（11） - 阿澄佳奈[68]
- ハピクローバー（8・9・15・50） / ジャングルジャン（9・10・16・41・50） / フレイローズ（10・50） / ユニコン（16・48・50）/ レプリユニコン（24・26） / ガエリヤ（40 - 42・44 - 48） - 伊藤彩沙[69][70]
- ヤミバット（9） / ライデンジ（10・41） / ヒーケスキュー（10） - 葉山翔太[70]
- クロスウィザード - 高橋李依（15・27・50）
- UFO-X - 保志総一朗（10 - 15）[71]
- エックスレックス - 三宅健太（14・15）
- トライケラ（22・23）、サーベライガー（22・23） - 嶋村侑
- ケスゾー（24） / ワープテラ（24・25） - 土田玲央
- ドラゴナロス - 浅沼晋太郎（26）[72]
- グランドサターン（28・29） / ナインテイル（29） - 青柳尊哉
- ベロソル（28・29）、大妖怪（29）[56] - 田口清隆
- ブリザンモス（30・31） / ナンモナイト（30・35） - 山下誠一郎[73]
- マックラーケン - 代永翼（30・31）[74]
- ゴキゲンメテオン - 小谷津央典（35）[75]
- ハオーディン（38） / オジーラカンス（39） - 辻親八[64]
- ナレーション / スマホーン（7 - 10・50） / メカニッカニ（7・8・32・39・50） / レンキングロボ（9・50） / ガイアード（26・27・39・50）、ガッチャードライバーシステム音声[注 3] - 小西克幸[62]
- ゴルドダッシュ（1・2・9・10・20・39・50）、カマンティス（1・2・22・23・39・50） / デイブレイクゴルドダッシュ（17） / ヨアケルベロス（19・50）/ ダイオーニ（20・21・50） - 一条和矢
- ガッチャードデイブレイク - DAIGO（16 - 18）[注 7][76]
- ジェルマン（40・41） / エクシードファイター（40） - 天﨑滉平
- ギギスト（32・33・35 - 42・48・49） / ドンポセイドン（38・50） / ドレッドライバーシステム音声（12 - ）[77][注 8] - 置鮎龍太郎[16]
- 卵（37・38）[注 9] / ニジゴン（38 - 50）、エルドラゴン[78] - 岡本信彦[60]
- アルケミスドライバーシステム音声（19 - ）[79] - 東雲はる[注 8]

### ゲスト
- 常連客（マッさん） - 北林テイ（1 - 4・9・13・15・47・50）
- 常連客（シマちゃん） - 仙名翔一（1 - 4・13・15・47・50）
- 幼い宝太郎[注 10] - 大迫芽生（1・14・18・37）[注 11]
- 須藤 - 榎木智一（2）[57]
- 高田 - 鍜治洸太朗（2）[57]
- 幼いりんね[注 12] - 大野りりあな（2 - 4・19・48）[57]
- 子供達 - 富井寧音（2）[57]、溝口凛瞳（2）[57]、田中琉己（2）[57]
- 茸本 - 小笠原覚（3）[63]
- 狩谷守[注 13] - 久獅（3・4・44）[63]
- 旭光一郎 - 町田政則（5・47）[65]
- ゴーレム剛力[注 14] - 納谷幸男（5・46）[65]
- 遠藤 - 中西哲也（5）[65]
- チンピラ - 寺本翔悟、杉森功明（5）
- アサヒG[80][65][注 3]、サンシャインマスク[65][注 3] - 竹内康博（5）
- 鉛崎ボルト - 天羽尚吾（6）[66]
- 女性 - 志乃（6）[66]
- 砂山理玖 - 正垣湊都（7・8）[68]
- 砂山賢二[注 15] - 内藤聖羽（7・8）
- 店員 - 毛利悟巳（7）[68]
- 姫野聖 - 木下彩音（9・10・44・45）[70]
- 姫野剣[注 16] - 守山龍之介（9・10）[81]
- 矢吹恭一[注 17] - 福地教光（9・10・44・45）[70]
- 神主 - 日野出清（9）
- 時代劇ショーの出演者 - いわすとおる、中村彩実（9・10）
- 針馬汐里 - 吉良彩花（11・12）[71]
- 釘宮リヒト - 本宮泰風（11・12・15）[71]
- 英語教師 - カイル（13）
- 錬金連合幹部 - 甲斐将馬（ジャパンアクションエンタープライズ / 13・36）、辻本一樹[注 18]（ジャパンアクションエンタープライズ / 13・28・36・40）、二橋進一（ジャパンアクションエンタープライズ / 13・36）
- 間辺爽 - 山本花帆（14・15・49）[82]
- 間辺譲 - 白石朋也（14・15・49）[82]
- たっちゃん[注 19] - 乃上貴翔（14・23・46・49・50）[83]
- 先生 - 瀬戸寛（18）
- ミイラ人形の人間態[注 3] - 藤田洋平（19）[84]
- スパナの父 - 尾崎右宗（20・21）
- スパナの母 - 大賀埜々（20・21）
- 幼いスパナ - 髙橋夢人（20・21・47）
- ズキュンパイア - 山中柔太朗（22・23）[85]
- 山下結逢 - 希代彩（22・23）
- 信者 - 児玉頼信、花原雅子（22）
- 錫屋大輝 - 山﨑光（25）
- 美園民子 - 根岸季衣（28・29）[86]
- スターシャイン星野 - 青柳尊哉（28・29）[87][86]
- 地上げ屋 - 仁科貴、鬼倉龍大（28・29）
- 村長 - 喜多川2tom（28・29）[86]
- 幼い蓮華 - 原まどか（28・29）
- 修行僧 - 三平×2、三木悠輔（28）
- 九十九静奈 - 松澤可苑（30・31・49）
- 御厨創 - 松藤史恩（30・31）
- スズキ[73][注 3] - 鈴木浩文（30）
- タカハシ[73][注 3] - タカハシシンノスケ（30）
- 小学生の静奈 - 湯本柚子（31）
- サイゲツ / 仮面ライダーダークキバ（ハンドレッド）[注 20] / 仮面ライダーアークゼロ / 仮面ライダーアークワン[注 21] / アークワンマルガム - 高木勝也（32 - 35）
- ミメイ / 仮面ライダーグレア（ハンドレッド） - 谷口布実（32・33）
- タソガレ / 仮面ライダーエターナル（ハンドレッド）[注 22] - 橋渡竜馬（32・33）
- アルファ - 宮澤佑（32）
- 犯罪者[16][注 3] - 村岡弘之（32・49）
- 少女 - 藤田凜（33）、羽田日菜乃（46）
- 鳳桜・カグヤ・クォーツ / 仮面ライダーレジェンド - 永田聖一朗（33 - 35・50）[88]
- ハンドレッド上層部（声） - 中野泰佑、五十嵐麗、小谷津央典（34・35）[75]
- お母さん - 鈴原早織（37）
- マイ - 鷲見友美ジェナ（仮面ライダーGIRLS / 41）
- ヒナ - 井坂仁美（仮面ライダーGIRLS / 41）
- コヨミ - 秋田知里（仮面ライダーGIRLS / 41）
- 司会 - キャッチャー中澤（41）
- 業者 - 山下優、中山幸一（41）[89]
- 鶴原鍵一 - 中山義紘（42・43）
- 亜琉美 - 小井土菫玲（42・43）
- 幼い錆丸 / カメドーン（声） - 川田琥太郎（42・43）
- 幼い鍵一 - 中村朗仁（42・43）
- 金剛真美 - 佐伯日菜子（42・43）
- 刑務官 - 大野洋史（44）
- 同僚 - 大石彩未（44）
- 上司 - 鈴木智久（44）
- 草生フリーダ - 桜葉ハグ（45）
- 悪人 - 松本博之、榮男樹（46・50）、吉田壮辰、國枝新（47）
- 記者 - 伊藤新、宮川智司（46）
- 錬金術師 - 松田航輝（46）
- 男性 - 吉成浩一（46）
- 女性 - 坂本澪香（46）
- ショウマ / 仮面ライダーガヴ - 知念英和（50）『仮面ライダーガヴ』
- 客 - TEEDA・KENJI03（BACK-ON）、KOHSHI・TAKE・IWASAKI・KEIGO・GOT'S（FLOW）、高木洋、福圓美里（50）

### スーツアクター
仮面ライダーガッチャードのスーツアクターはこれまで多くの2号ライダーを務めてきた永徳が担当する。高校生が仮面ライダーになることから、アクションのほかに日常芝居が多く想定されるため、その双方を自在に演じ分けられる人物として選ばれたという。
- 仮面ライダーガッチャード[3]、仮面ライダーレジェンド[注 23] - 永徳
- 仮面ライダーマジェード[55][17] - 下園愛弓
- ヴァルバラド[5][3][9]、マンティスマルガム（1）[90] - 今井靖彦
- ヴァルバラド[9]、仮面ライダーヴァルバラド[11]、ウィールマルガム[91]、仮面ライダーレジェンド[注 24]、ガッチャーブラザーズ（アッパレスケボー）[92] - 中田裕士
- 仮面ライダードレッド[11]、仮面ライダーレジェンド[14][注 25]、ドレットルーパー[93] - 縄田雄哉
- 仮面ライダーガッチャードデイブレイク[11][94]、仮面ライダーレジェンド[注 26]、冥黒王ジェルマン[95] - 浅井宏輔
- 仮面ライダーウインド[6]、ゴリラマルガム[96]、サーベルタイガーマルガム[96]、仮面ライダーゼイン[67]、ホッパー1マルガム[96]、仮面ライダーエルド[96] - 齊藤謙也
- ヴァルバラド（ラケシス）[67]、仮面ライダーグレア[67] - 宮澤雪
- 仮面ライダーグレア[67]、冥黒王ガエリヤ[95] - 酒井菜々子
- 冥黒王ギギスト[64][97] - 草野伸介
- マルガム[98][注 27]、ゴーレム[99]、ドレットルーパー[99] - 榮男樹
- バッテリーマルガム[81] - 井口尚哉
- クロスウィザード[100] - 神尾直子
- 仮面ライダーダークキバ[67] - 蔦宗正人

## スタッフ
脚本は『仮面ライダーW』や『仮面ライダーフォーゼ』などに携わってきた長谷川圭一と、『仮面ライダーセイバー』や『仮面ライダーリバイス』でも脚本を執筆し、本作品で初めてメインライターを務める内田裕基の共作で、パイロット監督は平成仮面ライダーシリーズのパイロットを最も多く手掛けた田﨑竜太が務める。
プロデューサーは本作品で初めてチーフプロデューサーを務める湊陽祐が担当する。
アクション監督はスーパー戦隊シリーズでこれまで活躍してきた福沢博文が担当する。
脚本の井上亜樹子は本作が初めての仮面ライダーシリーズ参加となる。
監督の田口清隆はテレビシリーズでは『仮面ライダーキバ』以来の参加となり、監督として参加するのは本作が初となった。
- 原作 - 石ノ森章太郎[101]
- 脚本 - 長谷川圭一、内田裕基[101][1]、井上亜樹子[33]
- 音楽 - 高木洋[101][1]
- スーパーバイザー - 小野寺章
- ゼネラルプロデューサー - 大川武宏（テレビ朝日）[101]
- プロデューサー - 井上千尋（1）・芝高啓介（テレビ朝日）、湊陽祐（東映）[101]
- 撮影 - 倉田幸治、植竹篤史
- 照明 - 権田典之、泉田聖、加藤賢也
- 録音 - 村上洋祐
- 美術 - 大嶋修一
- 編集 - 若松広大
- スクリプター - 梅木望帆、森みどり、栗原節子、坂本希代子、津嶋由起江、万洲田千尋、松村陽子、吉田純子、上田悠莉、湯元佐和子
- 助監督 - 作野良輔、葉山康一郎、谷本健晋、荒川史絵、村田淳志、越知靖
- 制作担当 - 𠮷川和也、伊藤隆幸、田中耕作、東正信、餅田愛里咲、中島嘉隆、持田一政
- ラインプロデューサー - 下前明弘
- 京都スタッフ（9・10） - 廣田成人、沖原範充、百瀬龍介、中川裕介、大橋和宏
- VE - 石川友一、平金聡一郎、小森広美
- FO - 植竹篤史、鈴木隆斗、蔵原これむつ、印南咲良、中津愛、内山竣馬[注 28]、佐藤琢也
- CA - 左部穂歌、上原銀志、小森広美、王迪、丸山彩、長瀬平、藤倉鈴香、亀田輝
- 照明助手 - 佐熊慎一・小日向賢治（1 - 4）、速川英明・長谷川誠（1・2）、左納康弘（7 - 10）、加藤賢也（16 - 19）、権田典之（5・6・9 - 23・28 - 31・34 - 50）、乾琴音（5 - 8）、木村円香・奥村健・藤井紗弓（7・8）、石原充（24 - 27・32・33）、渡辺雅俊（11 - 15・20 - 50）
- 録音助手 - 関聖果、武藤あすか、森下尚弥
- 衣裳 - 栗田侑子（1 - 10・16 - 50）、神子島佑佳（1 - 10）、岡部純香（東京衣装）
- ヘアメイク - 松本智菜美 / 貴島貴也、根本昌代、工藤鈴、細呂木美希、須藤裕美、力田都麦、辻真美、増田加奈、中山麻美（ザフェイスメイクオフィス）
- 装飾 - 富田元、権田光典（1 - 6・46 - 50）（東京美工）
- 小道具 - 藏本昇吾、阿部郁（36 - 43）（東京美工）
- 美術助手 - 小林桜（紀和美建）
- 装置 - 嶋村亮昴（紀和美建）
- 大道具 - 伊藤文奈美（紀和美建）
- アクション監督補 - 竹内康博（13 - 15 / ジャパンアクションエンタープライズ）
- キャラクター管理 - 小野島泰宏、中村豊（32 - 50）
- 絵コンテ - 持田隼生、三浦駿樹、上野隼[注 29]
- 原稿担当 - 佐々木智章
- スケートボード指導（2） - 冨田誠
- 操演 - 高木友善、河村有（1・2）、永田拓也（36 - 50）（ライズ）
- ガンアクションコーディネート - 江田拓寛（48）
- カースタント&コーディネート[注 30] - 西村信宏（武士レーシング）
- フードコーディネート[注 31]（1 - 18・35・50） - 星野奈緒、若月佑太（5 - 18・35・50）
- チェス指導（17・20・21・50） - 中野チェスクラブ
- ワイヤーリガー - 小池達朗・荒川真・橋本浩人（33）、帯金伸行・松上順也・掛川将希（41）（アルファスタント）
- 助監督 - 塩川純平、田渕大倫、村田淳志、越知靖、佐藤音二郎、平館銀河、田中祥利、畑田亮弥、清智史、島田賢吾
- 仮面ライダーガヴ・アクション監督（50） - 藤田慧
- 進行主任 - 伊藤隆幸（1・2・44・45・48 - 50）、金杉直子（1 - 4）、餅田愛里咲[注 32]（1 - 10・13 - 29・32 - 37・40 - 45・48・49）、永井大裕（5 - 25）、式守修[注 33]（5 - 50）
- 進行 - 山田理穂（1 - 10・13 - 50）、中村美月季（11・12）
- 制作デスク - 髙田彩可、尾形利奈（1 - 6）、山口凛[注 34]（5 - 23）、梓澤美来（7 - 33）、山本幸杏（24 - 50）、添田龍輝（50）
- MA - 薄井洋明・伊藤雄一郎
- 音響効果 - 桑原秀綱
- 選曲 - 河村利典
- 音響効果助手 - 得永大嵩
- オンライン編集 - 佐伯洋介（1 - 12・16 - 29）、初野百花（13 - 15・30 - 50）（東映デジタルラボ）
- アシスタント - 加藤大輝、初野百花（1 - 12・16 - 29）（東映デジタルラボ）
- ポスプロデスク - 田村涼（東映デジタルラボ）
- PR編集 - 柳澤和子（1）
- 編集助手 - 佐々木翔、犹守光煕（50）
- MAオペレーター - 佐藤太陽
- 技術運営 - 川崎秀彦・林和哉
- 仕上担当 - 見立英里
- キャラクターデザイン - 田嶋秀樹（石森プロ）・PLEX
- マルガムデザイン - 山下貴斗・庄坪正剛（PLEX）
- 錬金アカデミー制服デザイン（5 - 50） - 浅香有里
- 冥黒の三姉妹衣装デザイン - 石川彩希
- 冥黒の三姉妹衣装制作 - 怜二
- グリオンスタイリスト（16 - 27・31・42 - 50） - 村瀬昌広
- サボニードル造型（7・8・18・50） - 長岡友吾（YU-GO）
- キャラクター造型制作 - ブレンドマスター / ブレンドワークス
- 特殊造型コーディネーター - 蟻川昌宏
- 日本映像クリエイティブ
  - VFXスーパーバイザー - 小松祐規、長部恭平（1 - 8）
  - VFXアドバイザー - 松岡勇二（1 - 47）、國米修市（48 - 50）
  - VFXアーティスト - 越智裕司（1 - 35）、磯田功介[注 35]、前田尚宏（5 - 35）、今井昭克（1 - 35・38 - 43・48 - 50）、千田壱成、翁長優（1 - 35・38・39）、唐澤玲央（1 - 31）、金井洸士郎（1 - 35・42・43）、水本悠友・小林淳之介（34 - 50）、竹内大稀（42・43）、小池遥（46・47）、阿部光彰（44 - 50）、若林純（1 - 6・9 - 12・34 - 50）、高橋泰孝（1 - 6・9 - 12・16 - 50）、久村英徹（2・11・12）、笹江政毅（1・2）、青井泰輔（11・12）、勝又拓海（38・39）、斉藤幸一・西方寛人・津田侑子（40・41）、武隈樹成（42 - 45）、徳永拓馬（42・43・46 - 50）
  - ChiwinBas（11・12・16 - 23・26 - 50）、Wanwisa Polyiem[注 36]（16 - 23・26 - 50）、Chaiyaporn Riangngoen（16 - 21・34 - 37・40・41・46 - 50）、Sathanee Dechapraphun（16 - 21・26 - 50）、Noraphat Klaolamom（36 - 50）（GlitterMagic.Co,Ltd.）
- CG制作（1 - 17・20 - 22・24 - 50） - 特撮研究所
  - 特撮コーディネーター - 中根伸治
  - 特撮スーパーバイザー - 足立亨、キムラケイサク（38 - 41 / Tips）、髙栁優一（36 - 50）、中村充彦（1 - 17・20・21・26 - 50）
  - VFXアーティスト（1 - 17・20 - 22・26 - 50）
    - 祖父江成則（1 - 17・20・21・26 - 41・44・45・47 - 50）、瀬川信康（1 - 17・20・21）
    - 泉昌人（1 - 17・20・21 / ミックジャパン）
    - 小柴浩（1 - 17・20・21・42・43）、塚本龍斗（1 - 17・20・21）（日本エフェクトセンター）
    - キムラケイサク（1 - 17・20 - 22・26 - 37・42 - 50）、上嶋侑（1 - 17・20・21・26 - 50）（Tips）
    - 南口慶介・来栖雄（1 - 17・20・21・26 - 50 / nil）
    - 諸星勲・桑本祥一・堀川滉介・星川虎之介（1・2 / マリンポスト）
- Live2Dアニメーション - 石濱那美・中山成美・山岡仁・栗原弥里・緒方雄大・石川源次郎
- nizimaLIVEアドバイザー - 今西亮太
- Live2Dモーショントラッカー - nizimaLIVE
- テクニカルスーパーバイザー - 小林真吾
- Live合成（1 - 4）・カード合成ディレクター - 遠藤眞一郎
- Live2Dデザイナー（1）→ カード合成デザイナー（9 - 50） - 安藤大輔
- アニメーター（1）→ カード合成アニメーター（9・10） - 桑原かえで
- Ultimatteオペレーター - 田中大地（1 / ヨコシネデジテック）
- CG制作協力 - 平林友巧（36・37 / 東京コミュニケーションアート専門学校）
- マットアート - 木村俊幸（LOOP HOLE）
- モニターグラフィックス - 南條楊輔（2 - 50）
- 絵本イラスト - おかやまたかとし（2 - 50）
- AP - 落合美月（1 - 8）、石川歳一（11 - 50）
- プロデューサー補 - 松浦大悟・原島果歩（東映）
- 代理店担当 - 鈴木遼河（ADK EM）
- 資料担当 - 山辺浩一・金子しん一（石森プロ）
- 編成 - 井上千尋（1 - 47）、寿崎和臣（48 - 50）、吉添智威（テレビ朝日）
- 宣伝 - 増田晶子（1 - 20）、五色智哉（21 - 50）（テレビ朝日）
- インターネットデータ放送 - メディプレ
- デジタル展開 - 渕勇二（テレビ朝日）、磯田ゆう・竹脇しをり
- 取材担当 - 平林京子
- 音楽プロデューサー - 飯田真由（avex trax）
- アクション監督 - 福沢博文[101][1]
- 特撮監督 - 佛田洋[101][1]
- 監督 - 田﨑竜太[101][1]、山口恭平、渡辺勝也、柴﨑貴行、福沢博文、杉原輝昭、田口清隆[87]、坂本浩一
- 制作[注 37] - テレビ朝日、東映、ADKエモーションズ[101]

## 音楽
主題歌「CHEMY×STORY」
作詞 - 藤林聖子 / 作曲 - Hi-yunk (BACK-ON) / 編曲 - Hi-yunk (BACK-ON) （1 - 16）、FLOW （17 - 50） / 歌 - BACK-ON（1 - 16）、BACK-ON×FLOW（17 - 50）
通常のオープニング映像は第2話から使用された。第17話からは2番が使用された。第31話ではBACK-ONverの主題歌が劇中で、第39話では挿入歌として使用された。第33話では挿入歌として使用され、キャストおよびスタッフクレジットは本編ラストに表示された。第50話ではエンディングとして使用された。
- プロデューサーの湊は、作詞の藤林や音楽プロデューサーの飯田に本作品が明るい青春学園ドラマであることを伝え、アーティストもBACK-ONに決まったため、いかにも高校生仮面ライダーらしい明るい青春感がある曲になったという。

挿入歌
「Rising Fighter」（2 - 6・8・10・11・13・15・16・50）
作詞 - 坂田麻美 / 作曲 - 与田春生・妻夫木崇次 / 編曲 - 妻夫木崇次 / 歌 - Beverly
- プロデューサーの湊は「ライダーキック至上主義」を企画初期から掲げており、『仮面ライダーアギト』が自分の人生において特別な作品になっていたため、挿入歌「BELIEVE YOURSELF」とライダーキックが組み合わさったカッコよさが記憶に残っていたことから、その印象もあって本作品ではライダーキックのシーンを観ている子供たちの記憶に残したいと、ずっと言い続けており、「キックソング」をライダーキックのシーンで流すということは企画初期から決めていたという。

「What's your FIRE」（18・19・21 - 23・25 - 28・31・32・34・35・41）
作詞 - 藤林聖子 / 作曲・編曲 - tatsuo / 歌 - RIDER CHIPS
「君にズッキュン」（22・23）
作詞 - 瀧尾沙 / 作曲・編曲 - tatsuo / 歌 - ズキュンパイア（CV：山中柔太朗）
ズキュンパイアのキャラクターソング。
「Living Legend」（33 - 35）
作詞 - 藤林聖子 / 作曲・編曲 - Ryo / 歌 - 鳳桜・カグヤ・クォーツ（CV：永田聖一朗）
鳳桜・カグヤ・クォーツのキャラクターソング。
「THE SKY'S THE LIMIT」（38 - 42・44・46・50）
作詞 - Hi-yunk (BACK-ON)、TEEDA / 作曲・編曲 - Hi-yunk (BACK-ON) / 歌 - BACK-ON×Beverly
「ガッチャ！101ケミー」（41）
作詞 - 瀧尾沙 / 作曲・編曲 - tatsuo / 歌 - KAMEN RIDER GIRLS
「We Are GIRLS!!!」（41）
作詞 - 秋田知里 / 作曲・編曲 - AYANO / 歌 - KAMEN RIDER GIRLS
「風の守護者」（50）
作詞 - 瀧尾沙 / 作曲 - 高木洋 / 編曲 - tatsuo / 歌 - 九堂風雅（石丸幹二）

キャラクターソング
「ガッチャ！レッツゴー！」
作詞 - 瀧尾沙 / 作曲・編曲 - tatsuo / 歌 - キッチンいちのせ連合
「One Hint」
作詞 - 瀧尾沙 / 作曲 - 坂部剛 / 編曲 - 坂部剛・田川めぐみ / 歌 - ミナト（熊木陸斗）
「Blaze up」
作詞 - 藤林聖子 / 作曲・編曲 - Ryo / 歌 - 黒鋼スパナ（藤林泰也）&枝見鏡花（福田沙紀）
「Dream Hoper」
作詞 - 瀧尾沙 / 作曲・編曲 - Ryo / 歌 - 一ノ瀬宝太郎（本島純政）
「CRY SIS」
作詞 - 瀧尾沙 / 作曲・編曲 - 高木洋 / 歌 - 冥黒の三姉妹（沖田絃乃&宮原華音&坂巻有紗）
「God's Rain」
作詞・作曲・編曲 - Hi-yunk (BACK-ON) / 歌 - グリオン（鎌苅健太）

## 制作
当初の打ち合わせ段階から「カードを使うライダー」というアイデアはあったが、仮面ライダーにカードゲームを持ち込むというコンセプトは、『仮面ライダー龍騎』で完成していたため、新しいシステムとして、「モンスターカード」と「魔法カード」の組み合わせであった『龍騎』に対して、全てを「モンスターカード」にするという形となり、トライアンドエラーを重ねていった結果、現在の形となった。
まず初めに100枚以上の大量のカードを使うというコンセプトがあったため、1年間で50話前後と考えると、複数で1形態にしないと劇中では紹介しきれないということから、2枚の組み合わせということとなったが、『仮面ライダーW』や『仮面ライダービルド』など2種類の要素を合わせるやり方は何度かやっていたため、半分ずつではなく、2つの要素が完全にミックスされる、ということとなり、そこから「錬金術」というテーマが導き出された。

## 放送日程
- サブタイトルはケミーの名前をもじったものやケミーの名前が入ったものとなっている[81]。

| 初放送日        | 話数   | サブタイトル                                | 登場怪人（マルガム） | 脚本                    | 監督     |
| --------------- | ------ | ------------------------------------------- | --- | ----------------------- | -------- |
| 2023年 09月03日 | 1話    | ガッチャ！ホッパー1！                       | - マンティスマルガム | - 長谷川圭一 - 内田裕基 | 田﨑竜太 |
| 09月10日        | 2話    | 追跡、錬金、スケボーズ！                    | - スケボーマルガム | - 長谷川圭一 - 内田裕基 | 田﨑竜太 |
| 09月17日        | 3話    | ブシドー、見つけたり。                      | - ポイゾナスマッシュルームマルガム（3話） - サブマリンマルガム - アンツマルガム（4話）                                       | 長谷川圭一              | 山口恭平 |
| 09月24日        | 4話    | アントルーパー・ラビリンス                  | - ポイゾナスマッシュルームマルガム（3話） - サブマリンマルガム - アンツマルガム（4話）                                       | 長谷川圭一              | 山口恭平 |
| 010月01日       | 5話    | 燃えよ！斗え！レスラーG！                   | - ゴリラマルガム | 長谷川圭一              | 渡辺勝也 |
| 010月08日       | 6話    | 超A級☆ネジれスター                          | - ホークマルガム | 長谷川圭一              | 渡辺勝也 |
| 10月15日        | 7話    | さよならサボニードル                        | - ドラゴンフライマルガム - クローバーマルガム（8話）                                                                         | 内田裕基                | 柴﨑貴行 |
| 10月22日        | 8話    | グレイトなきずな                            | - ドラゴンフライマルガム - クローバーマルガム（8話）                                                                         | 内田裕基                | 柴﨑貴行 |
| 10月29日        | 9話    | ダッシュで京都！修学旅行！                  | - ジャングルマルガム - クローバーマルガム（9話） - クローバーマルガム バンブーミクスタス（9話） - バッテリーマルガム（10話） | 長谷川圭一              | 田﨑竜太 |
| 11月12日        | 10話   | 炎の京都！〜悲恋・ケミー雷電事件〜          | - ジャングルマルガム - クローバーマルガム（9話） - クローバーマルガム バンブーミクスタス（9話） - バッテリーマルガム（10話） | 長谷川圭一              | 田﨑竜太 |
| 11月19日        | 11話   | キャッチ！スパイだ!?ライダー失格!?          | - スパイダーマルガム | 長谷川圭一              | 福沢博文 |
| 11月26日        | 12話   | 暴走ライナー！暗黒ライダー！                | - スパイダーマルガム | 長谷川圭一              | 福沢博文 |
| 12月03日        | 13話   | とりもどせ！ユージョーXフォーエバー！       | - | 長谷川圭一              | 渡辺勝也 |
| 12月10日        | 14話   | パクっとレックス！キケンなエックス          | - | 長谷川圭一              | 渡辺勝也 |
| 12月17日        | 15話   | 掴めハッピー！輝けガッチャリバー！          | - クローバーマルガム バンブーラフレシアミクスタス                                                                            | 長谷川圭一              | 渡辺勝也 |
| 12月24日        | 16話   | クライシスXmas！オロチ事変                  | - オロチマルガム | 内田裕基                | 柴﨑貴行 |
| 2024年 01月07日 | 17話   | ムーンブレイク・メッセンジャー              | - ムーンマルガム（声 - 坂泰斗）                                                                                              | 内田裕基                | 柴﨑貴行 |
| 01月14日        | 18話   | 駆け抜けろ！進化のファイヤーロード！        | - ムーンマルガム（声 - 坂泰斗）                                                                                              | 内田裕基                | 田﨑竜太 |
| 01月21日        | 19話   | りんねの夜明け！変身・マジェード！          | - ケルベロスマルガム（声 - 一条和矢）                                                                                        | 井上亜樹子              | 田﨑竜太 |
| 01月28日        | 20話   | 微笑む天使、笑えぬ真実                      | - エンジェルマルガム（声 - 勝杏里） - ウィールマルガム                                                                       | 長谷川圭一              | 杉原輝昭 |
| 02月04日        | 21話   | マッドウォリアー！黒炎のヴァルバラド！      | - エンジェルマルガム（声 - 勝杏里） - ウィールマルガム                                                                       | 長谷川圭一              | 杉原輝昭 |
| 02月11日        | 22話   | 愛は刃！ケミー・ストーリーは突然に          | - マンティスマルガム（金色） - サーベルタイガーマルガム（声 - 嶋村侑）                                                       | 井上亜樹子              | 山口恭平 |
| 02月18日        | 23話   | いつも心にズッキュンを                      | - マンティスマルガム サーベルタイガーミクスタス                                                                              | 井上亜樹子              | 山口恭平 |
| 02月25日        | 24話   | 急転直下！禁断の鋼鉄ライダー！              | - プテラノドンマルガム（声 - 土田玲央） - ゴリラマルガム ラフレシアミクスタス（25話） - ジャングルマルガム（25話）           | 内田裕基                | 柴﨑貴行 |
| 03月03日        | 25話   | 若きセンセイの過ち                          | - プテラノドンマルガム（声 - 土田玲央） - ゴリラマルガム ラフレシアミクスタス（25話） - ジャングルマルガム（25話）           | 内田裕基                | 柴﨑貴行 |
| 03月10日        | 26話   | 悪意をハバム、漆黒の風                      | - ドラゴンマルガム（声 - 浅沼晋太郎）                                                                                        | 長谷川圭一              | 田﨑竜太 |
| 03月17日        | 27話   | ガッチャ！クロスホッパー！                  | - マンティスマルガム（レプリカVer.） - バッテリーマルガム（レプリカVer.）                                                    | 長谷川圭一              | 田﨑竜太 |
| 03月24日        | 28話   | ベロベロ怪奇！ 蓮華の里帰り                 | - カラカサオバケマルガム - フェアリーマルガム                                                                                | 井上亜樹子              | 田口清隆 |
| 03月31日        | 29話   | この村は泣いている                          | - キュウビマルガム | 井上亜樹子              | 田口清隆 |
| 04月07日        | 30話   | ライバル参上!?ガッチャとジュリエット        | - マンモスマルガム（声 - 山下誠一郎） - クラーケンマルガム（声 - 代永翼）（31話）                                            | 長谷川圭一              | 山口恭平 |
| 04月14日        | 31話   | 暗闇のふたり、互いを信じて。                | - マンモスマルガム（声 - 山下誠一郎） - クラーケンマルガム（声 - 代永翼）（31話）                                            | 長谷川圭一              | 山口恭平 |
| 04月21日        | 32話   | 現る大王!人形たちのジレンマ                 | - アノマロカリスマルガム | 内田裕基                | 坂本浩一 |
| 04月28日        | 33話   | 伝説ライダー?100年早いな!                   | - | 内田裕基                | 坂本浩一 |
| 05月05日        | 34話   | オンリーワン!すべての道はゴージャスに通ず   | - | 内田裕基                | 柴﨑貴行 |
| 05月12日        | 35話   | ゴージャスタイム!レジェンダリーは終わらない | - アークワンマルガム 4タイプミクスタス                                                                                       | 内田裕基                | 柴﨑貴行 |
| 05月19日        | 36話   | ケミーの起源!我は理解する                   | - スケボーズマルガム（冥黒）                                                                                                 | 井上亜樹子              | 田﨑竜太 |
| 05月26日        | 37話   | ホッパー1とたからもの                       | - ホッパー1マルガム（冥黒） - アントルーパーマルガム（冥黒）                                                                 | 井上亜樹子              | 田﨑竜太 |
| 06月02日        | 38話   | 虹の彼方に                                  | - ファンタスティックマルガム 5タイプミクスタス（冥黒）                                                                       | 内田裕基                | 山口恭平 |
| 06月09日        | 39話   | ガッチャ完了! クライマックス101!            | - | 内田裕基                | 山口恭平 |
| 06月16日        | 40話   | 邪悪降臨！三倍偉大な冥黒王                  | - ゴーレム - ジェルマン | 井上亜樹子              | 坂本浩一 |
| 06月23日        | 41話   | 神の模造品、虹の祝福！                      | - ゴーレム - ジェルマン | 井上亜樹子              | 坂本浩一 |
| 06月30日        | 42話   | レッツ捜索！ 102体目と兄の想い              | - 謎のマルガム - カメドーンマルガム（冥黒）（43話） - ゴーレム（43話）                                                       | 内田裕基                | 田口清隆 |
| 07月07日        | 43話   | 愛・哀・AI? 憎しみを消す力                  | - 謎のマルガム - カメドーンマルガム（冥黒）（43話） - ゴーレム（43話）                                                       | 内田裕基                | 田口清隆 |
| 07月14日        | 44話   | ディープな記憶が開くとき                    | - サブマリンマルガム（ケミー因子）（44話） - ジャングルマルガム（ケミー因子） - バッテリーマルガム（ケミー因子）（45話）     | 長谷川圭一              | 渡辺勝也 |
| 07月21日        | 45話   | 運命の出会い、愛憎分岐点！                  | - サブマリンマルガム（ケミー因子）（44話） - ジャングルマルガム（ケミー因子） - バッテリーマルガム（ケミー因子）（45話）     | 長谷川圭一              | 渡辺勝也 |
| 07月28日        | 46話   | 黒き占星、黒鋼の宣誓                        | - ポイゾナスマッシュルームマルガム（冥黒） - ゴリラマルガム（ケミー因子）                                                    | 井上亜樹子              | 山口恭平 |
| 08月04日        | 47話   | 大激突！宝太郎VSスパナ                      | - | 井上亜樹子              | 山口恭平 |
| 08月11日        | 48話   | 黄昏にさよならを                            | - ガエリヤ | 井上亜樹子              | 田﨑竜太 |
| 08月18日        | 49話   | メタルウォリアー！ 白銀のヴァルバラド       | - ギギスト - アノマロカリスマルガム（ケミー因子）                                                                            | 長谷川圭一              | 田﨑竜太 |
| 08月25日        | 最終話 | キミと僕のCHEMY×STORY                       | - ギギスト（複製） - ガエリヤ（複製） - ジェルマン（複製）                                                                   | 内田裕基                | 田﨑竜太 |

## 放送・配信
放送局
| 放送期間                                                               | 放送時間                                                              | 放送局                                        | 対象地域       | 備考                     |
| ---------------------------------------------------------------------- | --------------------------------------------------------------------- | --------------------------------------------- | -------------- | ------------------------ |
| 2023年9月3日 - 2024年8月25日                                           | 日曜 9:00 - 9:30                                                      | テレビ朝日（制作局） ほか系列フルネット全24局 | 日本国内       | 字幕放送・連動データ放送 |
| 2023年9月19日 2023年9月23日 2023年10月2日 2023年10月5日 - 2024年9月5日 | 火曜 4:20 - 4:50 土曜 5:00 - 5:30 火曜 4:20 - 4:50 木曜 10:50 - 11:20 | 福井放送                                      | 福井県         | [ 107 ]                  |
| 2023年9月19日 - 2024年9月10日                                          | 火曜 10:55 - 11:25                                                    | 四国放送                                      | 徳島県         | [ 108 ]                  |
| 2023年9月23日 - 2024年9月21日                                          | 土曜 5:00 - 5:30                                                      | テレビ山梨                                    | 山梨県         | [ 109 ]                  |
|                                                                        | 土曜 6:00 - 6:30                                                      | 山陰放送                                      | 島根県・鳥取県 | [ 110 ]                  |
| 2024年3月17日 - 2025年3月2日                                           | 日曜 5:45 - 6:15                                                      | 宮崎放送                                      | 宮崎県         |                          |

配信元
| 配信期間                     | 配信時間        | 配信サイト                  | 備考                                                     |
| ---------------------------- | --------------- | --------------------------- | -------------------------------------------------------- |
| 2023年9月3日 - 2024年8月25日 | 日曜 9:30 更新  | 東映特撮ファンクラブ TELASA | 定額制による見放題見逃し配信 1,2話は12月31日まで無料配信 |
|                              |                 | TVer ABEMA                  | 最新話の無料見逃し配信                                   |
| 2023年9月6日 - 2024年8月28日 | 水曜 10:00 更新 | Amazon Prime Video          | 定額制による見放題見逃し配信                             |

また、YouTubeの以下のチャンネルにて以下の話数の無料配信が行われた。
| 配信期間 | 配信時間                                                    | 配信サイト |
| --- | ----------------------------------------------------------- | ---------- |
| 2023年9月3日 - 12月31日（1話） 2023年9月10日 - 12月31日（2話） 2023年11月5日 - 11日（3話 - 11話） 2024年4月28日 - 5月12日（33話） 2024年7月21日 - 8月31日（16話 - 18話） | 日曜 9:30 更新 日曜 0:00 更新 日曜 9:30 更新 日曜 9:30 更新 | YouTube( ) |

## 評価
朝日新聞の宮本茂頼は2024年3月20日の朝刊に寄せた記事の中で、主人公の宝太郎とヒロインにあたるりんねが互いを苗字で呼び合うことについて、反発しつつも共に成長する関係性を象徴しているようで新鮮に感じたと述べている。

## 他媒体展開

### テレビシリーズ
『仮面ライダーギーツ』
最終話に一ノ瀬宝太郎とホッパー1が登場。

### 映画
『映画 仮面ライダーギーツ 4人のエースと黒狐』
2023年7月28日公開。前作『仮面ライダーギーツ』の単独映画作品。テレビシリーズの放送開始に先駆け、仮面ライダーガッチャードが登場。
『仮面ライダー THE WINTER MOVIE ガッチャード&ギーツ 最強ケミー★ガッチャ大作戦』
2023年12月22日公開。本作品と『ギーツ』をメインとした映画作品。
『仮面ライダーガッチャード ザ・フューチャー・デイブレイク』
2024年7月26日公開。本作品の単独作品。

### Vシネクスト
『仮面ライダーガッチャード GRADUATIONS』
テレビシリーズのその後を描いたVシネクスト作品。2025年2月21日より期間限定上映。同年6月11日にBlu-ray、DVDが発売。
『ホッパー1のはるやすみ』
上記『GRADUATIONS』と同時上映される短編作品。

### スピンオフドラマ

#### 仮面ライダーガッチャードVS仮面ライダーレジェンド
『仮面ライダーガッチャード VS 仮面ライダーレジェンド』
2023年11月5日・26日に東映特撮YouTube Official、東映特撮ファンクラブ、TVer、TELASA、ABEMA、テレ朝動画、Amazon Prime Videoで配信されたスピンオフドラマ。
登場人物
鳳桜・カグヤ・クォーツ（） / 仮面ライダーレジェンド
ゴージャスな衣装を身に纏い、自らの名を冠した「鳳桜タワー」の最上階で暮らす「レジェンドの世界」の男。誰に対しても上から目線で、ゴージャスを信条としており、祖父の遺言に従って、「ハンドレッド」という悪の組織と戦っている。
テレビシリーズ第33 - 35話・最終話にも登場。宝太郎を自らの世界に呼び寄せた後、宝太郎たちの世界にも降臨した。
バトラー
鳳桜・カグヤ・クォーツの執事。容姿は加治木に似ているが、別人である。
テレビシリーズ第32 - 35話にも登場。
ボス
悪の組織・ハンドレッドの首領。
テレビシリーズ第33話で「ゲンゲツ」という名前であることが明かされた。
キャスト
- 鳳桜・カグヤ・クォーツ / 仮面ライダーレジェンド - 永田聖一朗
- 一ノ瀬宝太郎 / 仮面ライダーガッチャード - 本島純政
- 加治木涼 / バトラー - 加部亜門
- 仮面ライダーディケイド（声） - 井上正大
- ボス - 古屋呂敏
- カグヤ（幼少期） - 志水透哉
- カグヤの祖父 - 朝日昇

スーツアクター
- 仮面ライダーレジェンド、仮面ライダーディケイド - 縄田雄哉
- 仮面ライダーガッチャード - 永徳
- 今井靖彦

スタッフ
- 原作 - 石ノ森章太郎
- 監督 - 柴﨑貴行
- 脚本 - 内田裕基
- アクション監督 - 福沢博文
- ゼネラルプロデューサー - 大川武宏（テレビ朝日）
- プロデューサー - 芝高啓介（テレビ朝日）、湊陽祐（東映）
- プロデューサー補 - 松浦大悟・原島果歩（東映）
- 音楽

- 『仮面ライダーガッチャード』高木洋
- 『仮面ライダーディケイド』中川幸太郎 / 鳴瀬シュウヘイ

- 撮影 - 倉田幸治
- V.E - 平金聡一郎
- 照明 - 泉田聖
- 録音 - 村上洋祐
- スクリプター - 森みどり
- 美術 - 大嶋修一
- 装飾 - 富田元
- キャラクターデザイン - PLEX
- 編集 - 若松広大
- MA - 薄井洋明
- 音響効果 - 桑原秀綱
- 選曲 - 河村利典
- オンライン編集 - 初野百花
- 制作担当 - 東正信
- 助監督 - 作野良輔
- ラインプロデューサー - 下前明弘
- 制作プロダクション - 東映テレビ・プロダクション

| 初配信日       | 配信回    |
| -------------- | --------- |
| 2023年11月05日 | EPISODE 1 |
| 11月26日       | EPISODE 2 |

Webムービー
『ナンバーワン戦隊ゴジュウジャー アニバーサリー討論会』
『ナンバーワン戦隊ゴジュウジャー』のスピンオフ作品。仮面ライダーレジェンドが登場。

#### 仮面ライダーガッチャード 未完計画
『冥黒の三姉妹プレゼンツ 仮面ライダーガッチャード 未完計画』
2023年12月31日から2024年8月25日まで東映特撮ファンクラブで配信されたスピンオフ作品。2024年2月11日よりレギュラー配信された。
声の出演
- アトロポス - 沖田絃乃
- クロトー - 宮原華音
- ラケシス - 坂巻有紗
- グリオン - 鎌苅健太（5）

スタッフ
- 企画 - 八手三郎
- 制作 - 東映特撮ファンクラブ

| 初配信日        | 配信回 | サブタイトル                                       | 脚本     |
| --------------- | ------ | -------------------------------------------------- | -------- |
| 2023年 12月31日 | SP     | 大晦日スペシャル                                   | 八手三郎 |
| 2024年 02月11日 | 第1話  | ずっきゅん♡バトル・バレンタイン計画                | 西駿人   |
| 02月25日        | 第2話  | 蔵出し！「冥黒の三姉妹」・総集編計画               | 西駿人   |
| 03月10日        | 第3話  | ラケシス！華の卒業式計画                           | 西駿人   |
| 03月24日        | 第4話  | 冥黒の三姉妹は名コックさん姉妹!?計画               | 西駿人   |
| 05月05日        | 第5話  | おかえりなさいませ♡グリオン様!!計画                | 西駿人   |
| 05月19日        | 第6話  | 未完計画、ついに実写（？）化!?計画                 | 西駿人   |
| 06月02日        | 第7話  | 誕生！仮面ライダー冥黒の三姉妹!!計画               | 西駿人   |
| 06月16日        | 第8話  | さがせ追加戦士！その名も冥黒四女!?計画             | 西駿人   |
| 06月30日        | 第9話  | 時は平成36年！補完計画VS未完計画                   | 西駿人   |
| 07月14日        | 第10話 | 独占公開！クロトーのモデルと秘密の手紙!?計画       | 西駿人   |
| 07月28日        | 第11話 | 夏だ！映画だ！めざせ冥黒グッズ化!!計画             | 西駿人   |
| 08月25日        | 最終回 | 未完計画完結SP!?みんなが選んだ名シーン大発表!!計画 | 西駿人   |

#### 我ら3年G組
『我ら3年G（ガッチャ）組』
『仮面ライダーガッチャード Blu-ray COLLECTION』に収録の映像特典スピンオフドラマ。2024年4月10日発売のCOLLECTION1にepisode1、同年8月7日発売のCOLLECTION2にepisode2 を収録。
キャスト
- 一ノ瀬宝太郎 / 学級委員長 - 本島純政
- 九堂りんね / 風紀委員長 - 松本麗世
- 黒鋼スパナ / 体育委員長 - 藤林泰也
- 銀杏蓮華 / 保健委員長 - 安倍乙
- 鶴原錆丸 / 飼育委員長 - 富園力也
- アトロポス / 担任教師 - 沖田絃乃
- 加治木涼 / 教頭 - 加部亜門
- クロトー / 武闘派番長 - 宮原華音
- ラケシス / お嬢様番長 - 坂巻有紗
- ミナト / 図書委員長 - 熊木陸斗
- グリオン / 校長（声） - 鎌苅健太

スタッフ
- 監督 - 葉山康一郎
- 原作 - 石ノ森章太郎
- 脚本 - 長谷川圭一
- アクション監督 - 藤田慧（ジャパンアクションエンタープライズ）
- 脚本監修 - 内田裕基
- プロデューサー - 山田真行（東映ビデオ）、湊陽祐（東映）
- プロデュース補 - 青山慧（東映ビデオ）、松浦大悟・原島果歩（東映）
- 撮影 - 倉田幸治
- 照明 - 泉田聖
- 録音 - 村上洋祐
- 美術 - 大嶋修一
- 編集 - 若松広大
- スクリプター - 松村陽子
- 助監督 - 田渕大倫
- ラインプロデューサー - 下前明弘
- 制作プロダクション - 東映テレビ・プロダクション
- 製作・発行 - 小学館

#### 仮面ライダーガッチャード ver. ロミオとジュリエット【完全版】
『仮面ライダーガッチャード ver. ロミオとジュリエット 【完全版】』
2024年4月14日に東映特撮ファンクラブにて配信されたテレビシリーズ第31話の劇中劇『ロミオとジュリエット』を披露した完全版によるスピンオフ。
スタッフ
- 監督 - 山口恭平
- 脚本 - 長谷川圭一

#### 仮面ライダー 令和のゴージャス運動会
『仮面ライダー 令和のゴージャス運動会』
東映特撮ファンクラブおよび東映特撮YouTube Officialにて2024年8月17日から25日まで配信されたスーツアクター同士による運動会。
キャスト
- 仮面ライダーガッチャード / 仮面ライダークウガ - 永徳
- 仮面ライダーガヴ - 縄田雄哉
- 仮面ライダーセイバー / 仮面ライダーレジェンド - 浅井宏輔
- 仮面ライダーギーツ / 仮面ライダードライブ - 中田裕士
- 仮面ライダー1号 / 仮面ライダーリバイ - 齊藤謙也
- 仮面ライダーバイス - 榮男樹
- 仮面ライダーブレイド - 蔦宗正人
- 仮面ライダーアマゾン - 寺本翔悟
- 仮面ライダーV3 - 草野伸介
- 仮面ライダーゼロワン - 高田将司
- 仮面ライダーマジェード - 下園愛弓
- 仮面ライダーサーベラ - 宮澤雪
- 仮面ライダージャンヌ - 五十嵐睦美
- 仮面ライダーナーゴ - 酒井菜々子
- 仮面ライダーアギレラ - 杉森菜摘
- 仮面ライダーロポ - 宇佐見紗風
- シミー - 新田健太（1・2・4）
- ジャマト - 井口尚哉（1・2・4）
- ギフジュニア - 煤孫新之助（1・2・4）
- 車両部 - 湯沢正之、山口博（1）
- 実況 - しいはしジャスタウェイ
- 解説 - 高岩成二、瀧島南美（2）、福沢博文（3）、縄田雄哉（4）
- 仮面ライダーレジェンド（声） - 永田聖一朗
- キャラクター管理 - 中村豊（3）
- 仮面ライダーガヴアクション監督 - 藤田慧（4）

スタッフ
- 原作 - 石ノ森章太郎
- プロデューサー - 湊陽祐・中川雄太・常山麻亜子・江角真奈・廣田響・斉木彩花（東映）
- 撮影 - 倉田幸治
- 照明 - 加藤賢也
- 編集 - 佐々木翔
- スクリプター - 湯元佐和子
- アクション監督補佐 - 神尾直子
- 助監督 - 越知靖
- 制作担当 - 餅田愛里咲
- ラインプロデューサー - 下前明弘
- 制作プロダクション - 東映テレビ・プロダクション
- アクション監督 - 福沢博文
- 演出 - 佐藤音二郎

| 配信日         | 話数     | サブタイトル                                   | 出場ライダー |
| -------------- | -------- | ---------------------------------------------- | --- |
| 2024年 8月17日 | 第一競技 | 一騎当千！令和仮面ライダー障害物競争（男子）！ | - 仮面ライダーゼロワン - 仮面ライダーセイバー - 仮面ライダーリバイ - 仮面ライダーバイス - 仮面ライダーギーツ - 仮面ライダーガッチャード                                                         |
| 8月18日        | 第二競技 | 百花繚乱！令和仮面ライダー障害物競争（女子）！ | - 仮面ライダーサーベラ - 仮面ライダージャンヌ - 仮面ライダーアギレラ - 仮面ライダーナーゴ - 仮面ライダーロポ - 仮面ライダーマジェード                                                           |
| 8月24日        | 第三競技 | 波乱万丈！世代対抗仮面ライダーリレー！         | - 仮面ライダー1号 - 仮面ライダーV3 - 仮面ライダーアマゾン - 仮面ライダークウガ - 仮面ライダーブレイド - 仮面ライダードライブ - 仮面ライダーゼロワン - 仮面ライダーセイバー - 仮面ライダーバイス |
| 8月25日        | 第四競技 | 新ライダー登場！ガヴVSガッチャード！           | - 仮面ライダーガッチャード - 仮面ライダーガヴ |

#### 冥黒の黙示録 ラケシス
『冥黒の黙示録 ラケシス』
東映特撮ファンクラブにて2025年4月6日に配信されたスピンオフドラマ。
キャスト
- ラケシス / 有栖川リサ - 坂巻有紗
- アトロポス - 沖田絃乃
- クロトー - 宮原華音
- ミナト - 熊木陸斗
- リサの母 - 川村早織梨
- 女 - 神里まつり
- 若者 - 煤孫新之助、佐藤翔
- 枝見鏡花 - 福田沙紀
- グリオン - 鎌苅健太
- 銅神デュポン / ドクターマルガム - 濱田龍臣

スーツアクター
- ドクターマルガム - 榮男樹

スタッフ
- 原作 - 石ノ森章太郎
- 脚本 - 長谷川圭一
- アクション監督 - 福沢博文
- 監督 - 越知靖
- 制作 - 東映特撮ファンクラブ

#### 仮面ライダーマジェード withガールズリミックス
『仮面ライダーマジェード withガールズリミックス』
東映特撮ファンクラブにて2025年5月11日に配信されたスピンオフドラマ。
キャスト
- 九堂りんね / 仮面ライダーマジェード - 松本麗世
- 鳴海亜樹子 - 山本ひかる
- 神代玲花 / 仮面ライダーサーベラ - アンジェラ芽衣
- 夏木花 / 仮面ライダーアギレラ - 椛島光
- 高井望 - 宮原華音
- 滝川紗羽 - 滝裕可里
- 甘根幸果 - 宮部のぞみ
- 湊耀子 / 仮面ライダーマリカ - 佃井皆美
- 黒野すみれ - 小宮有紗
- 三日月ナユタ - 天翔天音
- ソフィア / 仮面ライダーカリバー - 知念里奈

スタッフ
- 原作 - 石ノ森章太郎
- 脚本 - 内田裕基
- 音楽 - tatsuo
- 撮影 - 倉田幸治
- 照明 - 加藤賢也
- 録音 - 村上洋祐
- 編集 - 若松広大
- スクリプター - 津嶋由起江
- 助監督 - 谷本健晋
- ラインプロデューサー - 下前明弘
- 監督 - 坂本浩一
- 制作 - 東映特撮ファンクラブ

主題歌「Go As ONE」
作詞 - 瀧尾沙 / 作曲・編曲 - tatsuo  / 歌 - 九堂りんね with ガールズリミックス（松本麗世・椛島光・アンジェラ芽衣・山本ひかる）

### 超バトルDVD
『てれびくん超バトルDVD 仮面ライダーガッチャード どうする!? 宝太郎とりんねがいれかわっちゃった!!』
『てれびくん』2024年2・3月合併号（2023年12月27日ごろ発売）の応募者全員サービスDVD。
キャスト
- 一ノ瀬宝太郎 / 仮面ライダーガッチャード - 本島純政
- 九堂りんね / 仮面ライダーマジェード - 松本麗世
- 黒鋼スパナ - 藤林泰也
- ミナト - 熊木陸斗
- ホッパー1（声） - 福圓美里
- クロスウィザード（声） / インフェニックス（声） - 高橋李依
- ファイヤマルス（声） - 加部亜門

スタッフ
- 監督 - 葉山康一郎
- 原作 - 石ノ森章太郎
- 脚本 - 大西雄仁
- アクション監督 - 藤田慧（ジャパンアクションエンタープライズ）
- 脚本監修 - 内田裕基
- プロデューサー - 湊陽祐・紀野良輔（東映）
- プロデュース補 - 松浦大悟・原島果歩・小谷翼・澤孝治（東映）
- 撮影 - 倉田幸治
- 照明 - 泉田聖
- 録音 - 村上洋祐
- 美術 - 大嶋修一
- スクリプター - 松村陽子
- 編集 - 若松広大
- 助監督 - 田淵大倫
- ラインプロデューサー - 下前明弘
- 制作プロダクション - 東映テレビ・プロダクション
- 製作・発行 - 小学館

### Webムービー
『仮面ライダーガッチャード 変身講座』
2023年9月3日よりYouTube バンダイ公式チャンネルで配信された変身講座。
スタッフ
- 監督 - 作野良輔
- 脚本 - 松浦大悟（東映）
- アクション監督 - 福沢博文

### Webアニメ
『ガッチャードショートアニメ ガッチャニメ 富良洲高校七不思議をガッチャせよ!』
東映特撮ファンクラブにて2024年4月28日より配信のショートアニメ第5弾。
キャスト
- 一ノ瀬宝太郎 - 本島純政（1・2・4）
- 九堂りんね - 松本麗世（1・2）
- アトロポス - 沖田絃乃（1・3）
- クロトー - 宮原華音（1・3）
- ラケシス - 坂巻有紗（1・3）
- ホッパー1 - 福圓美里（1 - 4）
- 黒鋼スパナ - 藤林泰也（2・4）
- ミナト（2・4） / スタッフ（3・4） - 熊木陸斗
- 銀杏蓮華 - 安倍乙（3）
- 鶴原錆丸 - 富園力也（3）
- 加治木涼 - 加部亜門（4）

スタッフ
- 原作 - 石ノ森章太郎
- 脚本 - 大西雄仁
- プロデュース - 松浦大悟・原島果歩
- 監修 - 山辺浩一、金子しん一（石森プロ）
- 進行 - 伴春菜、中村梨沙（漫画堂）、志村優斗（サイドランチ）
- ガッチャード音楽 - 高木洋
- アニメ音楽 - 出口博之
- 音楽プロデューサー - 飯田真由（avex）
- 音声提供 - 株式会社バンダイ
- 録音 - SoundRound
- キャライラスト - 犬神リト
- 絵コンテ - 中村梨沙（漫画堂）
- アニメーション - 犬神リト、富澤菜々子、片野柊、中智あすか、有紗萌、うなみそ
- ズッキュンイラスト - いかけ、sak
- 編集 - 志村優斗（サイドランチ）、仲里元希
- 制作プロダクション - 漫画堂
- 製作 - 東映特撮ファンクラブ

| 話数             | 配信日         | サブタイトル               |
| ---------------- | -------------- | -------------------------- |
| エピソード1      | 2024年 4月28日 | 暗闇が笑うトイレ           |
| エピソード2      | 5月26日        | 悲鳴を奏でる音楽室         |
| エピソード3      | 7月7日         | トイレの花子さん           |
| エピソード4      | 8月4日         | 時をかける少年             |
| ラストエピソード | 9月1日         | なんかスゴいことが起きる壺 |

### Webラジオ
『ガッチャラジオ』
2024年11月7日より毎週木曜日に東映特撮YouTube Officialで配信の本放送終了後の後夜祭のような音声情報バラエティ番組。パーソナリティはスパナ役の藤林泰也とラケシス役の坂巻有紗。

### アプリ
『ライドケミートレカ ガッチャードファイル』
2023年10月19日から配信されたカードファイルアプリ。カードをスキャンすることで変身やバトルが楽しめる。

### ゲーム
『仮面ライダーバトル ガンバレジェンズ』
アーケードカードゲームのデータカードダス。2023年9月28日に稼働した3弾より登場。